# Castello di Chambord
(François-René de Chateaubriand, Vie de Rancé)
Il castello di Chambord è il più grande dei castelli della Valle della Loira e uno tra i più conosciuti e frequentati. È stato costruito per volontà del re Francesco I a partire dal 1519 nei pressi di una curva del fiume Cosson, corso d'acqua affluente del Beuvron che si getta a sua volta nella Loira. Sorge nel dipartimento del Loir-et-Cher, 14 km a nord-est di Blois e a circa 6 km dalla riva sinistra della Loira.
Il castello fu una delle residenze dei re francesi e costituisce uno degli esempi più significativi di architettura rinascimentale in Francia. Nel 1981 fu iscritto nella lista dei siti patrimonio dell'umanità da parte dell'UNESCO, in cui rientra tuttora assieme, a partire dal 2000, a tutta la Valle della Loira. Dal 1840 il castello fa parte dei monumenti storici di Francia e nel 2005 è stato iscritto nel circuito delle Residenze reali europee.

## Storia

### Medioevo
Il sito ospitò sin dal X secolo una residenza fortificata costituita da una motta castrale di proprietà dei conti di Blois. Nel XIV secolo intorno al castello erano presenti una cappella, un forno e dei mulini sul Cosson. Fu proprio il corso d'acqua a dare il nome al villaggio: il toponimo "Chambord" potrebbe derivare infatti dal celtico Cambo ritos, ossia "guado sull'ansa [del Cosson]". Alcuni documenti firmati da Tebaldo VI di Blois e dalla sua vedova Clemenza di Roches, datati tra la fine del XII e l'inizio del XIII secolo, furono sottoscritti proprio a Chambord.
Insieme a tutti i possedimenti dei conti di Blois, il castello passò dalla famiglia Châtillon ai duchi di Orléans nel 1397, per poi essere annesso alla corona di Francia quando Luigi d'Orléans divenne Luigi XII nel 1498; già in quell'epoca il castello non aveva funzioni difensive ed era diventato un semplice casino di caccia.

### Il regno di Francesco I

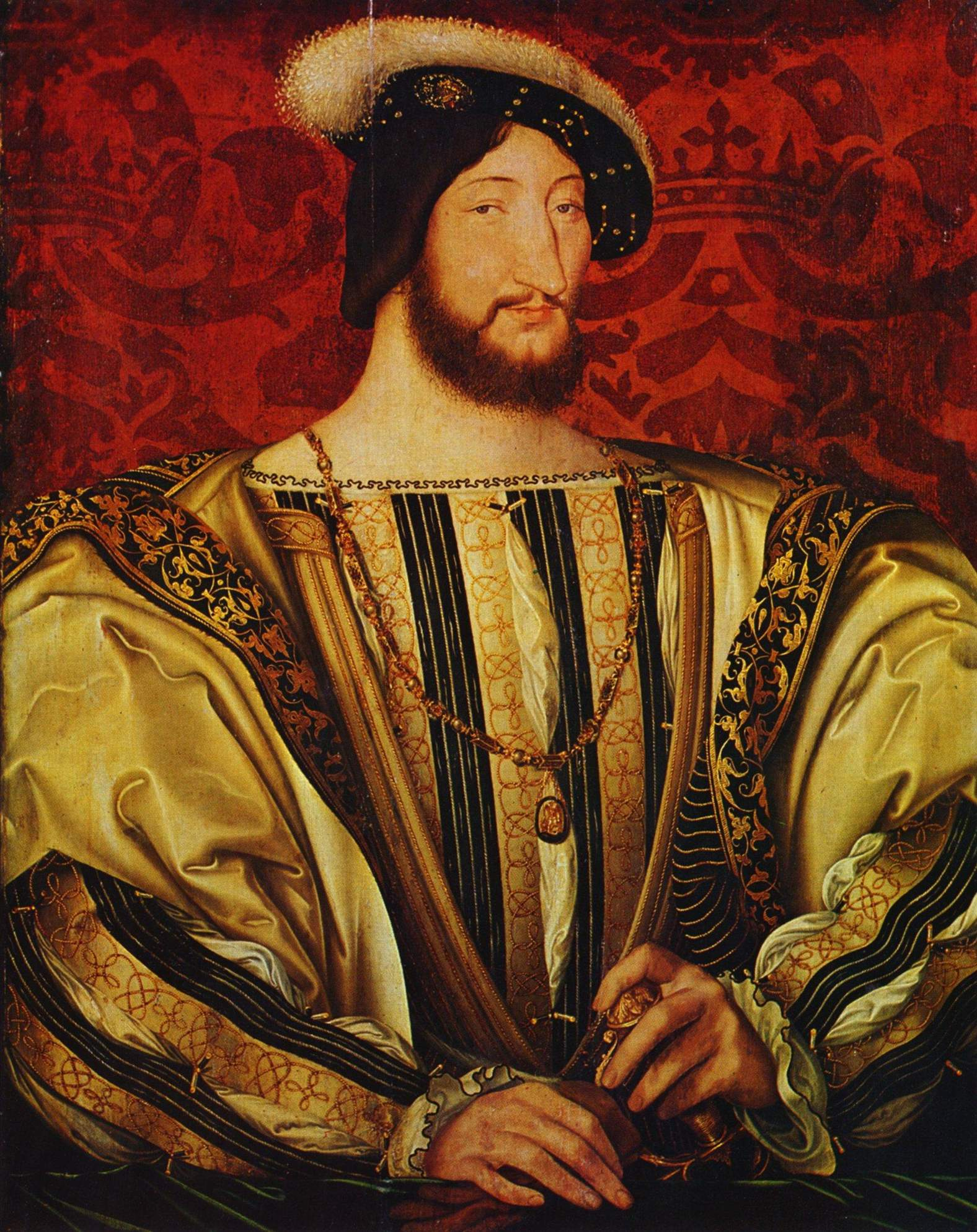
Ritratto di Francesco I realizzato da Jean Clouet (1525 circa)

Nel 1516 Francesco I, di ritorno dall'Italia dopo il successo nella battaglia di Marignano, decise di costruire un castello ai margini della zona boscosa di Chambord per celebrare la sua gloria. L'idea del re era di fondare una nuova città, Romorantin, ed edificare una grande residenza basandosi sui canoni della nuova architettura rinascimentale come descritto da Leon Battista Alberti nel trattato De re aedificatoria, fondendo elementi di derivazione italiana a elementi provenienti dalla tradizione francese.
Il 6 settembre 1519 il re Francesco I diede ordine al suo ciambellano, François de Pontbriand, di stilare una lista delle spese necessarie alla costruzione del castello: da allora ebbe inizio l'edificazione del grande palazzo che avrebbe avuto la funzione non di residenza permanente, ma di palazzina di caccia sotto le dipendenze del castello di Blois; il re infatti, grande appassionato di caccia, vi avrebbe soggiornato solo per 42 giorni in 32 anni di regno insieme alla seconda moglie, Eleonora d'Asburgo, e alla favorita, Anne d'Heilly. Questa architettura doveva celebrare il suo costruttore, Francesco I, soprannominato il "principe architetto". Il progetto originale prevedeva solo un mastio dotato di quattro torri circolari agli angoli, che in ogni piano presentava quattro stanze disposte attorno allo scalone centrale. Anche se quasi tutti i documenti originali sulla progettazione del castello sono andati perduti, è possibile che anche Leonardo da Vinci, stabilitosi ad Amboise alla fine del 1516, vi abbia partecipato, così come l'architetto Domenico da Cortona.
I lavori iniziarono con la demolizione di diversi edifici, tra cui il castello dei conti di Blois e la cappella a esso collegata, e la costruzione delle fondazioni del mastio. Dopo essersi interrotti tra il 1525 e il 1526 a causa di eventi avversi come la sconfitta di Pavia e la prigionia del re a Madrid, e dopo aver subito un rallentamento per la mancanza di fondi e la difficoltà a posare le fondazioni (nel 1524 le mura erano a malapena al livello del terreno), i lavori ripresero con delle modifiche che prevedevano l'aggiunta di due ali laterali, di cui una doveva ospitare la residenza del re. Il progetto fu semplificato: lo scalone centrale passò dall'avere quattro rampe ad averne solo due, mentre le gallerie centrali, pensate per rimanere aperte, furono chiuse. In quel periodo lavorarono al cantiere circa 1 800 operai e si susseguirono diversi architetti, come Jacques Sourdeau, che aveva seguito la costruzione del castello di Blois, Pierre Trinqueau, che lavorò al cantiere fino al 1538, Jacques Coqueau e Pierre Nepveu.
Il mastio venne completato in occasione della visita dell'imperatore del Sacro Romano Impero Carlo V, che soggiornò al castello tra il 18 e il 19 dicembre 1539 mentre si dirigeva verso la città di Gand con l'intento di punirla per non aver partecipato alle spese di guerra. Il corteo dell'imperatore venne accolto da balletti e lancio di fiori mentre le sale vennero tappezzate di arazzi. Carlo V apprezzò il palazzo e lo definì "una sintesi di ciò che può effettuare l'industria umana".
L'ala settentrionale fu completata nel 1544, mentre l'anno successivo vennero aggiunte una galleria esterna sostenuta da arcate e una scala a chiocciola; nel frattempo proseguirono i lavori all'ala meridionale e venne aggiunta una bassa cinta muraria a chiudere il cortile, alla maniera dei castelli medioevali come il castello di Vincennes.
Dopo la morte di Francesco I nel 1547, la costruzione dell'ala sud proseguì durante il regno di Enrico II, come si evince dall'emblema "H" scolpito in alcune parti del castello, per interrompersi con la morte di quest'ultimo nel 1559. Nel 1552 nel palazzo venne firmato il trattato di Chambord tra il re francese e i principi tedeschi che si opponevano a Carlo V. Negli anni successivi il castello non fu occupato spesso; nel 1566, sotto il regno di Carlo IX, re amante della caccia, vennero svolti lavori di restauro, ma Chambord era troppo lontano dai luoghi abituali di residenza della corte; inoltre l'edificio, dotato di grandi finestre, sale enormi e soffitti molto alti, era molto difficile da riscaldare ed era caratterizzato da fastidiose correnti d'aria al suo interno. I lunghi soggiorni erano impraticabili anche per la mancanza di un villaggio nelle vicinanze che potesse rifornire di cibo la corte. Anche Enrico III ed Enrico IV non frequentarono il castello e non vi intrapresero alcun lavoro.

### XVII secolo e il completamento della costruzione

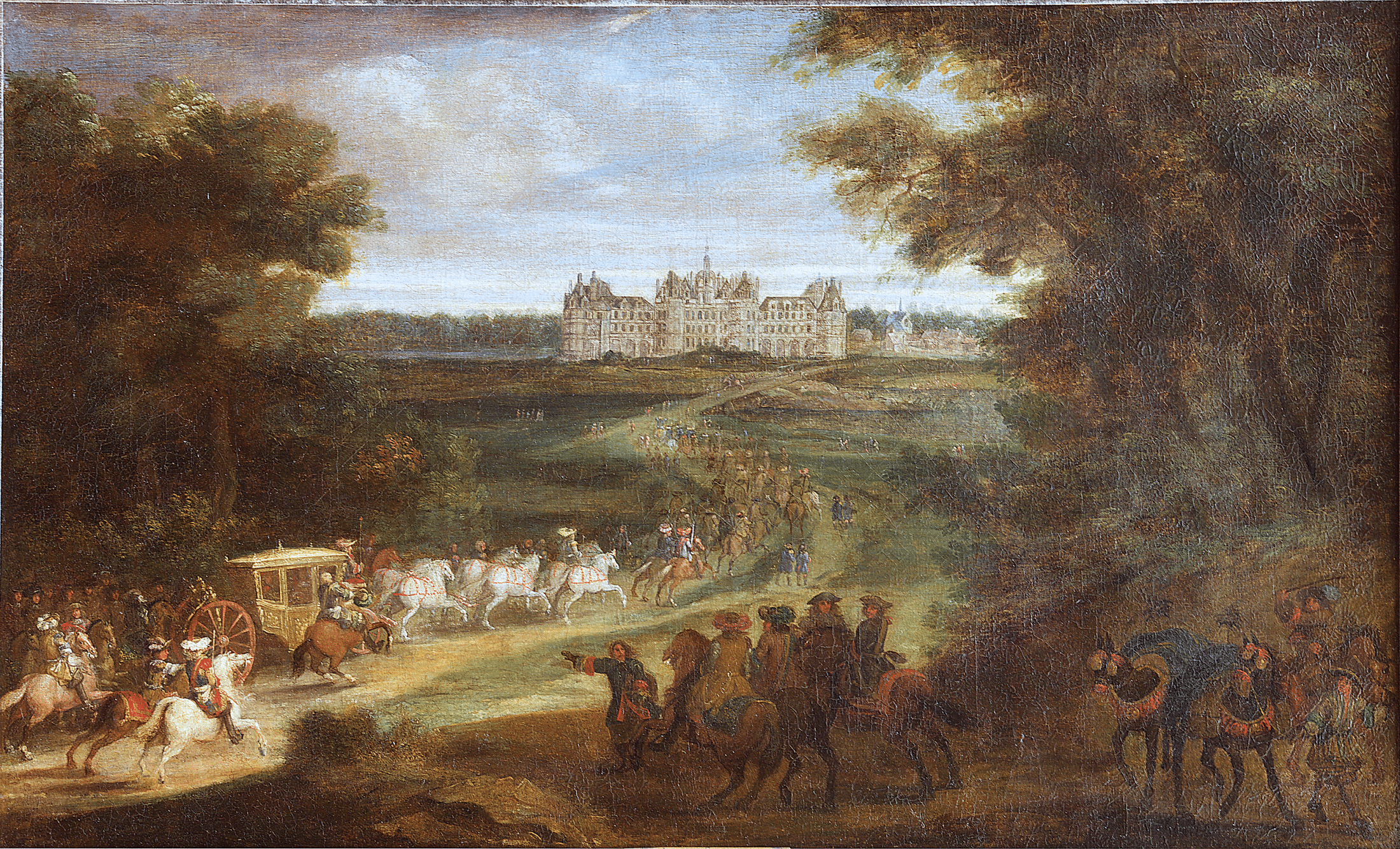
Arrivo di Luigi XIV a Chambord, anni settanta del XVII secolo, dipinto di Adam Frans van der Meulen

Luigi XIII si recò a Chambord solo due volte: nel 1614, all'età di tredici anni, e nel 1616, insieme alla regina Anna d'Asburgo, di ritorno da Bordeaux. Dal 1639 il castello fu occupato da Gastone d'Orléans, fratello del re, che aveva ricevuto in appannaggio la contea di Blois nel 1626. Egli vi intraprese dei lavori di restauro che si conclusero nel 1642, in particolare l'allestimento di un appartamento, la sistemazione del parco e la bonifica delle paludi circostanti, che permisero di realizzare un piccolo giardino a nord dell'edificio; la cappella rimase tuttavia ancora senza copertura.

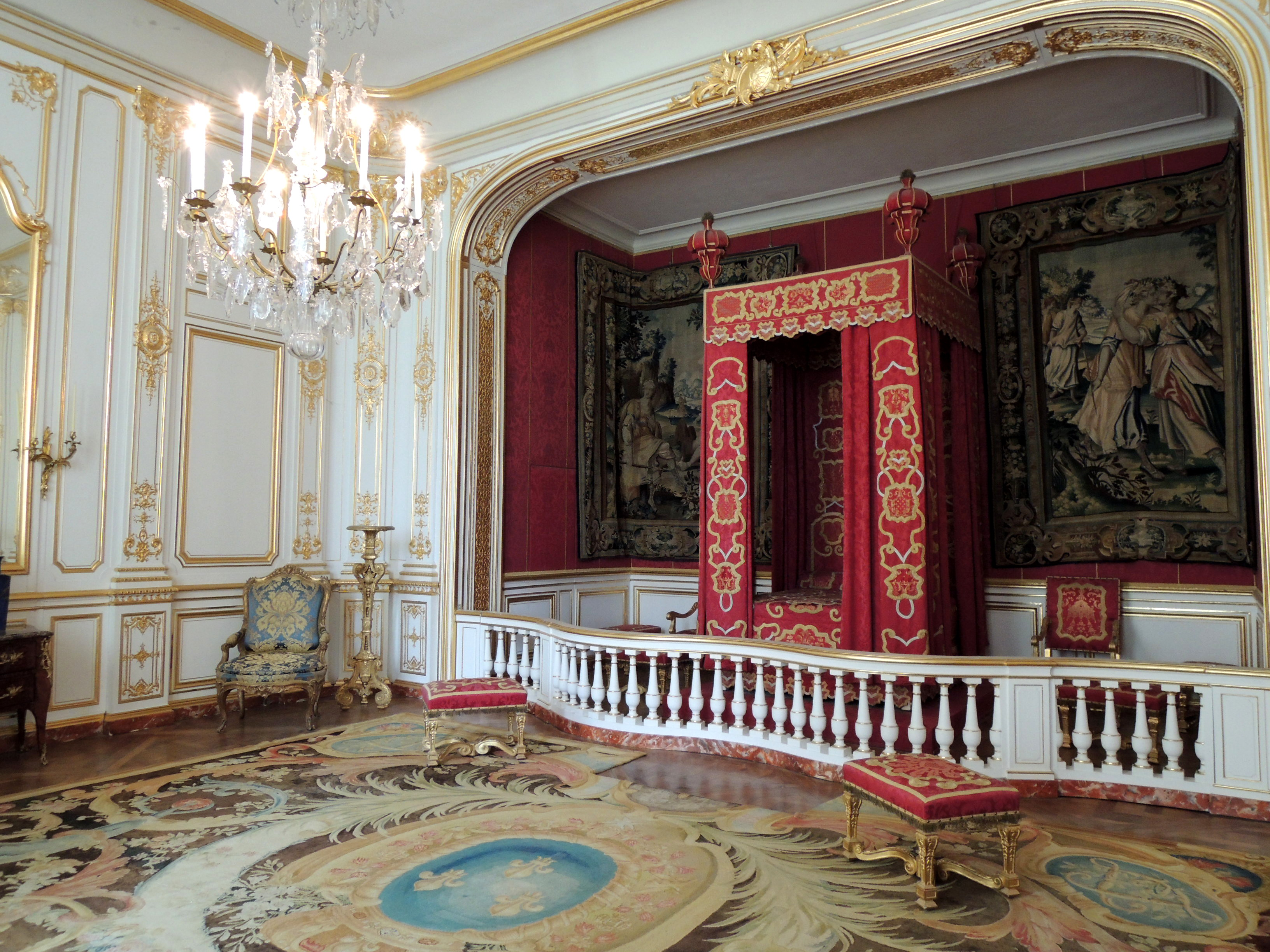
L'appartamento di Luigi XIV

Fu solo con il regno di Luigi XIV che la struttura fu completata: il Re Sole aveva intuito l'importanza del messaggio di ricchezza e potenza costituito da Chambord. Egli affidò i lavori all'architetto Jules Hardouin Mansart, che, tra il 1680 e il 1686, completò l'ala sud, la copertura della cappella e la cinta del cortile, che fu destinata agli alloggi della servitù e fu dotata di un tetto mansardato. Nello stesso periodo fu restaurata la copertura del secondo piano, il cui soffitto a cassettoni era stato severamente danneggiato dalle infiltrazioni di acqua piovana provenienti dalla terrazza sovrastante. Luigi XIV soggiornò nove volte al castello, la prima nel 1650 e l'ultima nel 1685. Talvolta il re era accompagnato da Molière, che metteva in scena per lui le sue commedie accompagnato dalla musica di Jean-Baptiste Lully e dalle coreografie di Pierre Beauchamp: il 6 ottobre 1669 venne rappresentata la commedia Il signor di Pourceaugnac mentre il 14 ottobre 1670, in occasione della visita di un'ambasceria turca, fu rappresentata la commedia Il borghese gentiluomo.
Luigi XIV fece allestire un appartamento al primo piano del mastio, sulla porzione di nord-ovest che si affaccia sul parco, comprendente un'anticamera, un salone nobiliare e una sala delle parate; a tal fine, furono unite due delle quattro stanze previste dal progetto originale. Il re soggiornò a Chambord insieme a Madame de Maintenon nel 1685; da quando la corte si stabilì a Versailles, tuttavia, le visite del re si fecero sempre più rare. Durante il regno di Luigi XIV ci fu anche la creazione di un giardino alla francese di fronte alla facciata nord e alla facciata est, progettato da Mansart, e fu scavato un canale per farvi scorrere il fiume Cosson: i lavori iniziarono nel 1684 e videro il rialzamento della zona per mezzo della costruzione di muri di contenimento al fine di evitare il facile allagamento del giardino.

### XVIII secolo e Rivoluzione francese
Il 10 dicembre 1700 il re di Spagna Filippo V soggiornò a Chambord in compagnia dei duchi di Berry e Borgogna.
Re Luigi XV fece sistemare nel castello suo suocero Stanislao Leszczyński, re detronizzato di Polonia, tra il 1725 e il 1733. Negli anni 1729 e 1730 il compositore Louis Homet fu al suo servizio come musicista di corte. Su richiesta di Leszczyński, che lamentava l'insalubrità della zona dovuta alla presenza di paludi, dal 1730 furono ripresi i lavori ai giardini iniziati cinquant'anni prima: furono costruiti dei ponti, tra cui quello che consentiva di raggiungere il giardino, e delle dighe; le pareti della terrazza artificiale furono rialzate; fu pulito e allargato il letto del Cosson. Il 25 agosto 1733 Stanislao Leszczyński e sua moglie lasciarono Chambord per raggiungere i ducati di Lorena e di Bar, che gli erano stati assegnati. Subito dopo la loro partenza furono piantumati castagni, bossi e aranci a formare un giardino alla francese.
Il castello rimase disabitato per dodici anni; nel 1745 Luigi XV lo donò a Maurizio di Sassonia, che ne divenne governatore a vita, con un reddito di 40 000 lire. Egli fece costruire delle baracche per il suo reggimento in cui si trasferirono soldati polacchi, ungheresi, turchi, tartari e persino coloniali della Martinica e risiedette nel palazzo dal 1748 al 1750, anno in cui morì. Il generale eseguì una sistemazione del giardino, facendovi piantare degli alberi di agrumi e facendovi contornare i vialetti da siepi, e fece progettare un teatro di corte dall'architetto Giovanni Niccolò Servandoni. Durante la sua permanenza il reggimento montava la guardia quotidianamente e venivano eseguite esercitazioni militari a cavallo. Dopo la sua morte i cannoni del castello spararono per sei giorni una salva ogni quarto d'ora in segno di lutto.
Dopo la morte di Maurizio di Sassonia, il complesso fu abitato solo dai suoi governatori. August Heinrich von Friesen, nipote del maresciallo di Sassonia, morì nel castello nel 1755; gli successe il marchese di Saumery fino al 1779, quindi il marchese di Polignac, che fu cacciato durante la Rivoluzione nel 1790.
Durante la Rivoluzione, gli abitanti dei villaggi vicini saccheggiarono il parco e il palazzo. Gli animali di grossa taglia furono abbattuti e gli alberi vennero tagliati o distrutti dalle mandrie al pascolo nel parco mentre il giardino non fu più curato; una parte del fossato, prosciugato, fu trasformata in un orto. La situazione era talmente grave che nel maggio 1790 fu inviato un distaccamento di un reggimento di cavalleria per fermare i saccheggi, e successivamente, nel 1791, fu mandato un distaccamento del 32º reggimento di fanteria per ristabilire l'ordine. Tra ottobre e novembre 1792 il governo rivoluzionario mise in vendita i mobili che non erano stati rubati, compresi la carta da parati e i pavimenti, mentre le tappezzerie furono smembrate per recuperarne fili d'oro e di argento; per riscaldare le stanze durante le vendite furono bruciate le porte intarsiate. Parallelamente alle aste proseguivano i saccheggi notturni; un inventario redatto il 29 pratile dell'anno IV (17 giugno 1796) conferma la situazione di degrado, ma nonostante tutto il monumento sfuggì alla distruzione.

### Età napoleonica e Restaurazione

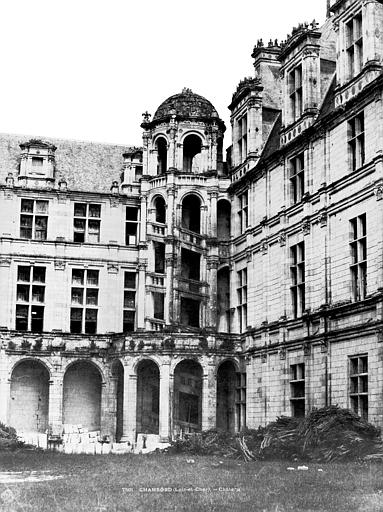
Fotografia del 1851 che ritrae una scala d'angolo del castello

Il 13 messidoro dell'anno X (2 luglio 1802), Napoleone Bonaparte assegnò il castello alla quindicesima coorte della Legion d'onore al comando del generale Pierre Augereau; egli tuttavia si recò a Chambord solamente due anni dopo e lo trovò devastato dai saccheggi e in uno stato di abbandono. Fece chiudere il parco al pubblico, riparando le recinzioni, nonostante le proteste della popolazione.
Sotto il primo Impero, nel 1805, Napoleone decise di istituire presso il castello un istituto di educazione per le figlie dei titolari della Legion d'onore, ma il progetto non ebbe seguito. Nel 1809 il complesso fu ceduto dalla Legion d'onore allo Stato; il possedimento, innalzato a principato di Wagram, fu così assegnato al generale Louis Alexandre Berthier, principe di Neuchâtel, come ricompensa per i suoi servizi, con una rendita di 500 000 franchi. Berthier, che aveva il compito di sistemare il castello in cinque anni, si recò a Chambord solo una volta nel 1810 per una battuta di caccia; egli intraprese comunque una ristrutturazione del palazzo e delle adiacenze, traendo un vantaggio economico dalla vendita del legname proveniente dall'abbattimento degli alberi del parco. Alla sua morte, nel 1815, il palazzo fu ereditato dalla vedova del generale, che decise di venderlo non essendo in grado di sostenere le spese per la sua gestione.

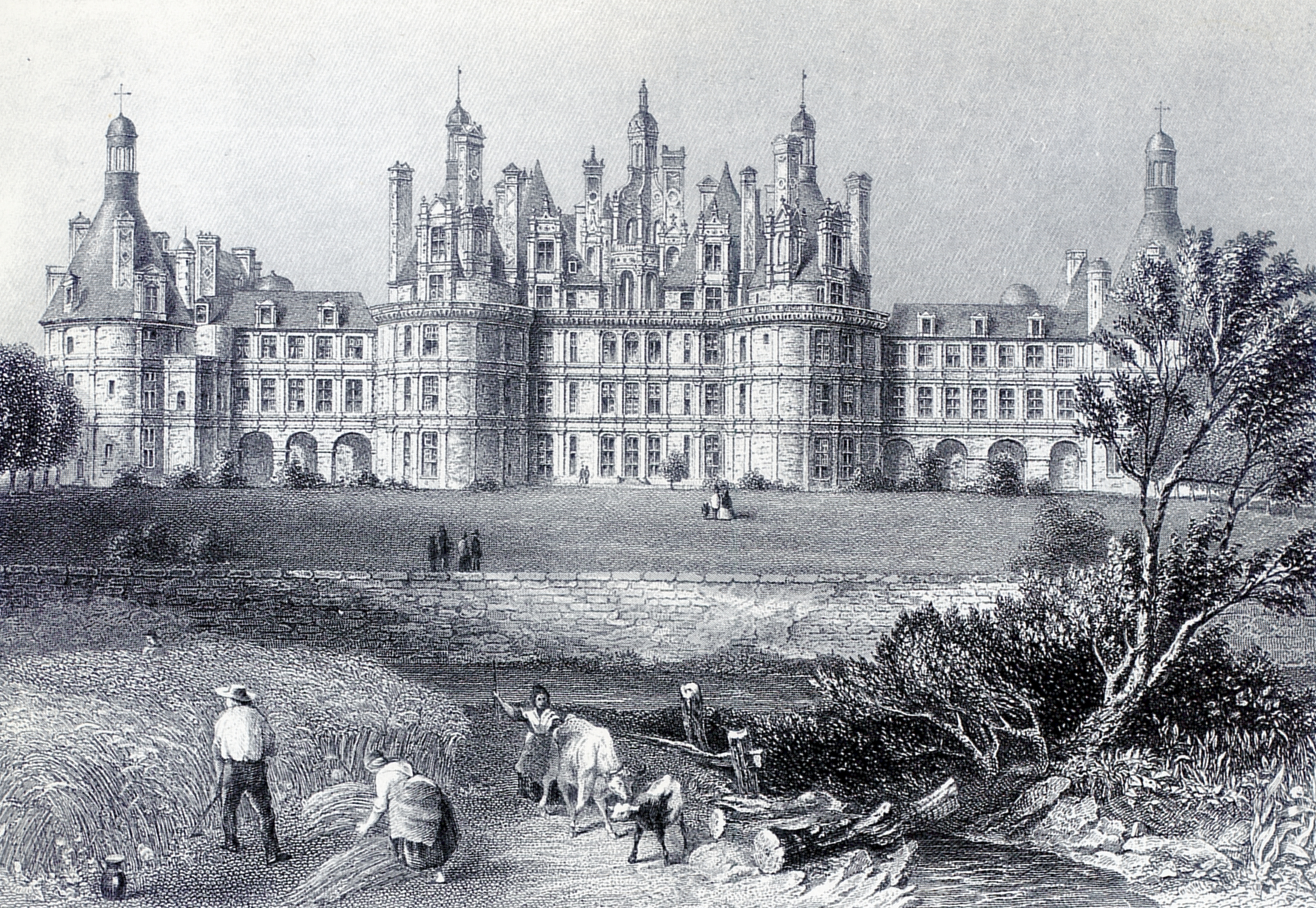
Incisione raffigurante la facciata nord del castello nel 1860

Nel 1821 il castello fu acquistato con una sottoscrizione nazionale e donato al pronipote di Luigi XVIII, Enrico di Borbone, duca di Bordeaux, che aveva solamente un anno e che ricevette pertanto il titolo di conte di Chambord. Con la Rivoluzione del 1830 Carlo X e i membri della famiglia reale, tra cui suo nipote Enrico, furono esiliati. Il conte di Chambord fu tenuto lontano dalla Francia da tutti i successivi regimi, ma continuò a interessarsi alla manutenzione del palazzo e del parco. Fece amministrare il possedimento da un suo delegato e finanziò importanti campagne di restauro degli edifici e del parco; fece anche aprire il castello al pubblico. Nonostante il giardino fosse molto più semplice che nel Settecento, avendo solo aiuole, vialetti con ghiaia e filari di alberi, fu affidato un progetto completo di riqualificazione al paesaggista Achille Duchêne, che però venne abbandonato.
Durante la guerra franco-prussiana il castello fu utilizzato come ospedale militare e nel 1871 fu abitato per breve tempo dal conte di Chambord, che da quella residenza inviò un messaggio ai francesi chiedendo il ripristino della monarchia. Quando egli morì, nel 1883, il complesso fu ereditato dagli ex duchi di Parma e Piacenza, suoi nipoti: Roberto I e suo fratello Enrico, conte di Bardi. Alla morte di Roberto I nel 1907, la proprietà fu ereditata da suo figlio Elia.

### Dal XX secolo

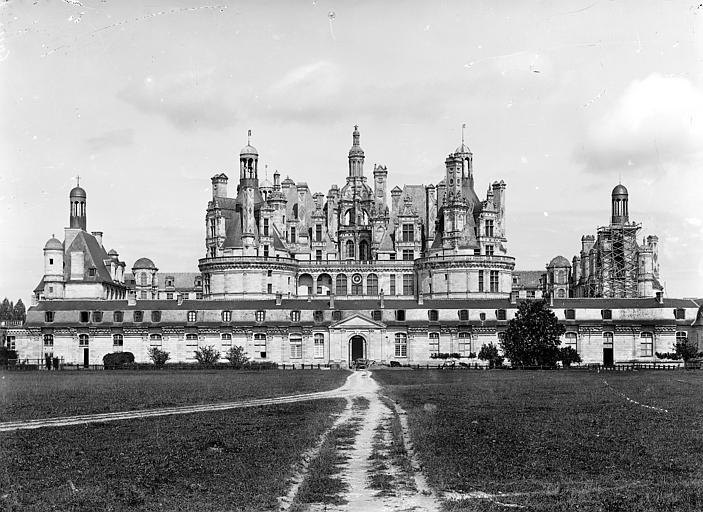
Fotografia del 1919, in cui si può ancora vedere la mansarda che sovrasta la cinta del cortile, successivamente rimossa

Dopo essere stata confiscata durante la prima guerra mondiale, la tenuta di Chambord fu acquistata il 13 aprile 1930 dallo Stato francese per undici milioni di franchi. Lo Stato fece rimuovere il tetto a mansarda che copriva la cinta del cortile con l'intento di riportare l'edificio il più possibile vicino allo stato in cui si presentava nel Rinascimento. La gestione del castello fu condivisa tra l'Amministrazione delle proprietà, l'Ufficio nazionale delle acque e delle foreste e l'Ispettorato dei monumenti storici. Questa decisione fu confermata dopo la seconda guerra mondiale, il 19 luglio 1947.
All'inizio della seconda guerra mondiale, Chambord divenne il centro di smistamento delle opere d'arte provenienti dai musei di Parigi e del Nord della Francia, che dovevano essere spostati per proteggerli dai bombardamenti tedeschi. Alcune opere, come la Gioconda, rimasero nel castello solo pochi mesi, mentre altri rimasero a Chambord per tutta la durata della guerra. Il primo convoglio di opere d'arte, comprendente il famoso dipinto di Leonardo da Vinci, partì dal Louvre il 28 agosto 1939, seguito da altri 37 convogli per un totale di oltre 3 690 dipinti; in seguito le opere furono spostate più a sud, come nel castello di Saint-Blancard, dove tra le altre furono conservate le antichità di epoca egizia.

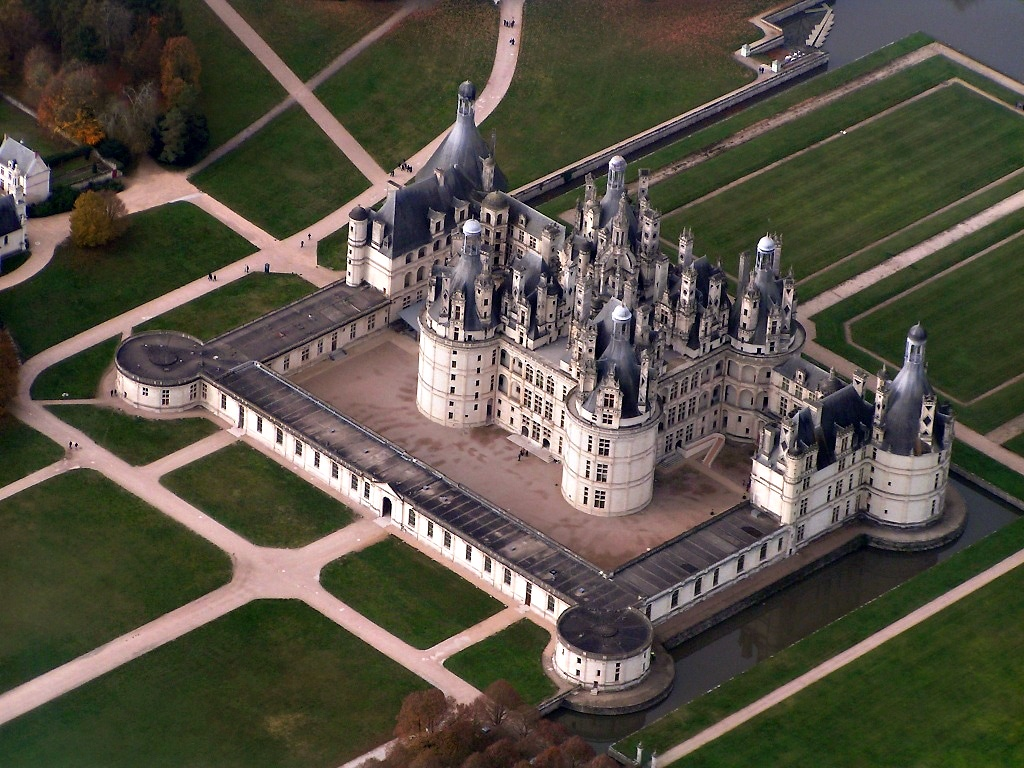
Vista del castello dall'alto

Dopo essere scampato ai bombardamenti, allo schianto di un bombardiere americano nel 1944 e all'incendio del 7 luglio 1945 che distrusse il tetto dell'ala meridionale, e dopo il ritorno a Parigi delle opere del Louvre, iniziò per Chambord un importante restauro iniziato nel 1950 e durato quasi trent'anni sotto la direzione dell'architetto Michel Ranjard e, dal 1974, di Pierre Lebouteux. Sulla sommità della cinta del cortile nel 1950 fu realizzata una balaustra in pietra; tra il 1950 e il 1952 fu ricostruito il tetto distrutto dall'incendio; tra il 1957 e il 1960 fu restaurata la torre della cappella; nel 1960 fu risistemato l'appartamento di Francesco I; nel 1962 furono ristrutturate le officine, che contengono le preziose carrozze del conte di Chambord, costruite nel 1871 da Hermès, con le quali il nobiluomo avrebbe voluto fare il suo ingresso a Parigi da re. Il canale nel parco fu riaperto nel 1972 e furono sgomberati e riempiti i fossati; nel 1970 furono rimossi dal giardino gli alberi ad alto fusto per lasciare spazio a delle distese erbose.
Nel 1981 l'area è stata inserita nell'elenco dei patrimoni dell'umanità dell'UNESCO. Nel 1994, sotto la direzione di Patrick Ponsot, ripresero i lavori per la sistemazione delle terrazze, delle volte e dello scalone. Dal 30 maggio 1952 si svolgono a Chambord degli spettacoli di musica e luci chiamati Son et lumière.

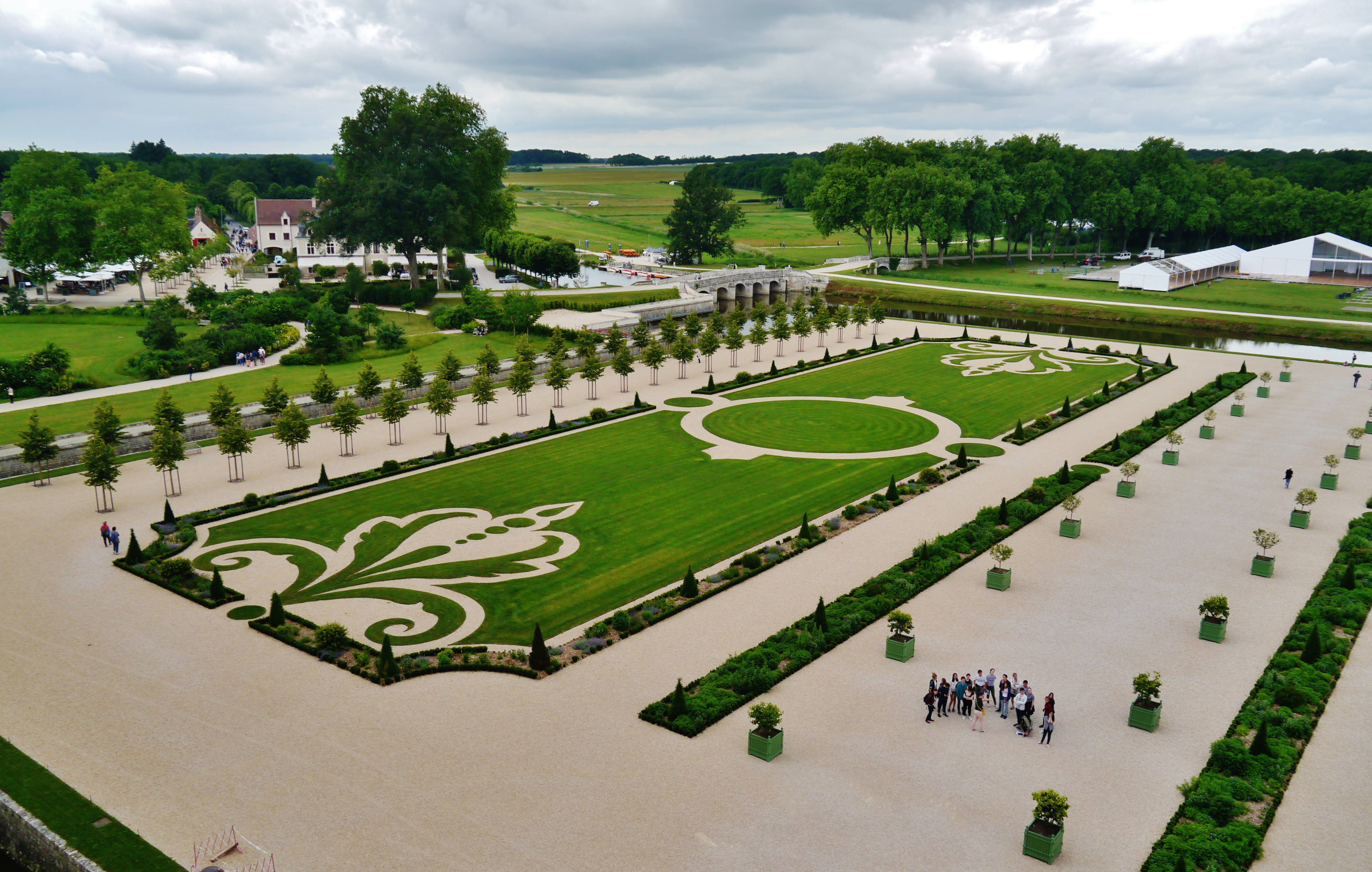
I giardini alla francese, dopo i restauri nel 2016-2017

Dopo una piena del Cosson che aveva interessato l'area, da agosto 2016 a marzo 2017 sono stati restaurati i giardini alla francese che si sviluppano a nord-est dell'edificio. Questi giardini, commissionati da Luigi XIV e completati durante il regno di Luigi XV, erano gradualmente scomparsi nel tempo e sono stati realizzati grazie al patrocinio dell'americano Stephen A. Schwarzman, fondatore del fondo di investimento Blackstone Group, dopo una lunga ricerca archivistica e archeologica svolta dalla Scuola di paesaggistica di Versailles per ricostruire la loro disposizione originale.
Nel 2019 il castello di Chambord, con un totale di più di 1 300 000 ingressi, ha fatto registrare un record di visite turistiche, con un incremento dell'11,1% sull'anno precedente.

## Descrizione

### Il progetto originale

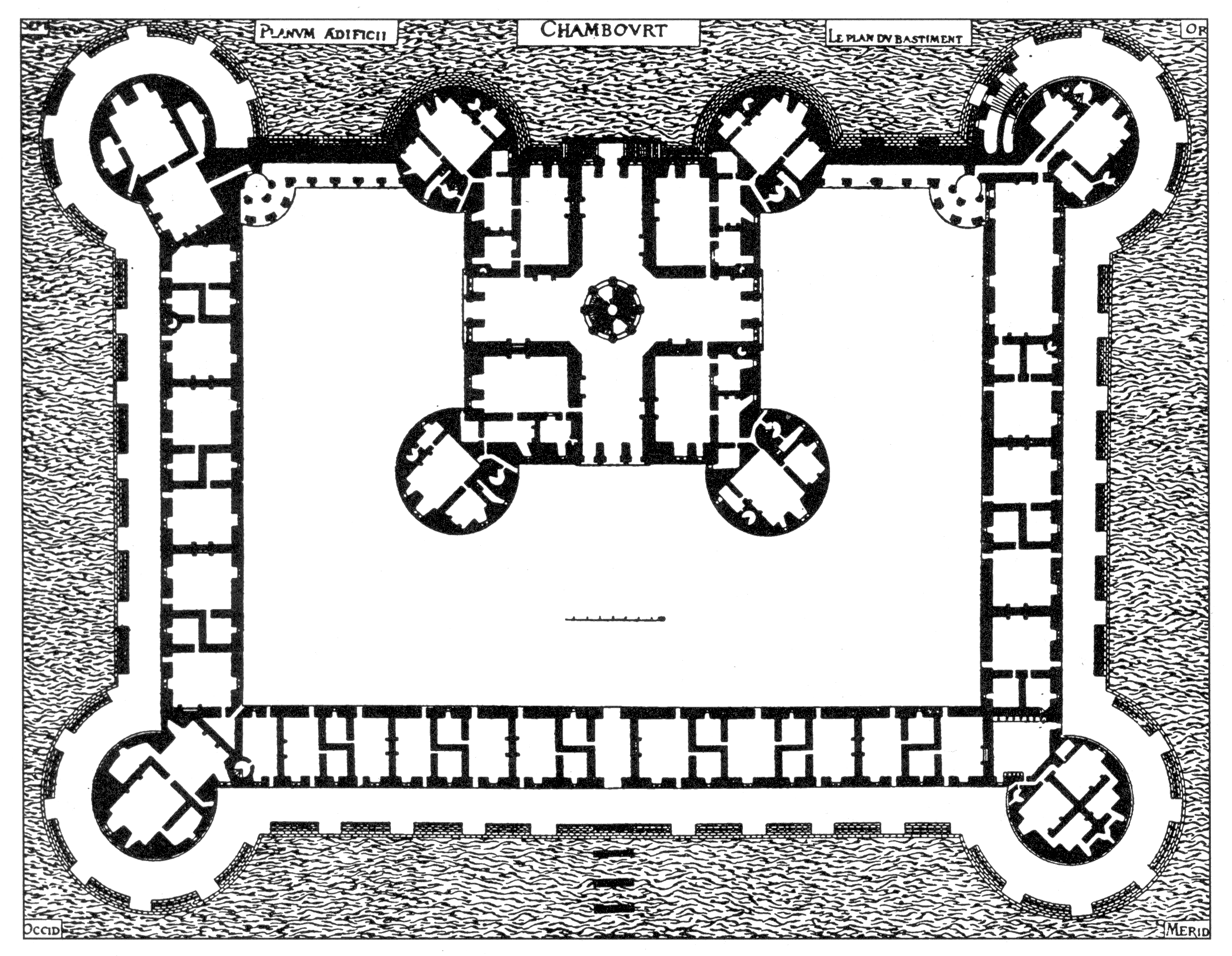
Pianta del castello presente in Die Schlösser der Loire, di Axel M. Moser e Thorsten Droste (1576)

Sicuramente diversi architetti si alternarono durante la costruzione del castello, tuttavia non c'è nessun documento che attesti con precisione l'identità del primo progettista. È probabile che gli studi di Leonardo da Vinci, che all'epoca della costruzione del palazzo si trovava presso la corte di Francesco I, abbiano influenzato alcuni elementi architettonici: infatti alcuni disegni del genio italiano rappresentano dei progetti di scale a doppia elica e di edifici con pianta a croce greca, caratteristiche che si riscontrano a Chambord, così come l'architettura delle torri, che secondo alcuni studiosi è più simile alle torri e ai campanili quattrocenteschi di Milano che alle tipiche costruzioni francesi del periodo, caratterizzate da una sovrabbondanza di torrette e guglie. Inoltre ci sono ipotesi che la struttura del castello di Chambord riflettesse un progetto per un'altra residenza progettata da Leonardo che doveva essere costruita a Romorantin per la madre di Francesco I. Probabilmente l'allievo di Leonardo, Domenico da Cortona, seguì personalmente la realizzazione del castello: egli infatti realizzò nel 1517 un modello in legno del palazzo che fu ritrovato a Blois all'epoca di Luigi XIV da André Félibien e che fu da questi riprodotto in un disegno. Il modellino presentava una scala dritta, a due rampe, collocata in uno dei bracci della croce; probabilmente questo progetto di gusto italiano fu modificato per alloggiare la scala a chiocciola centrale, più scenografica e più apprezzata in Francia, su modello della scalinata del castello di Blois, che potrebbe essere stata progettata da Leonardo stesso. In ogni caso la simmetria centrale della pianta rimane di stile tipicamente italiano.

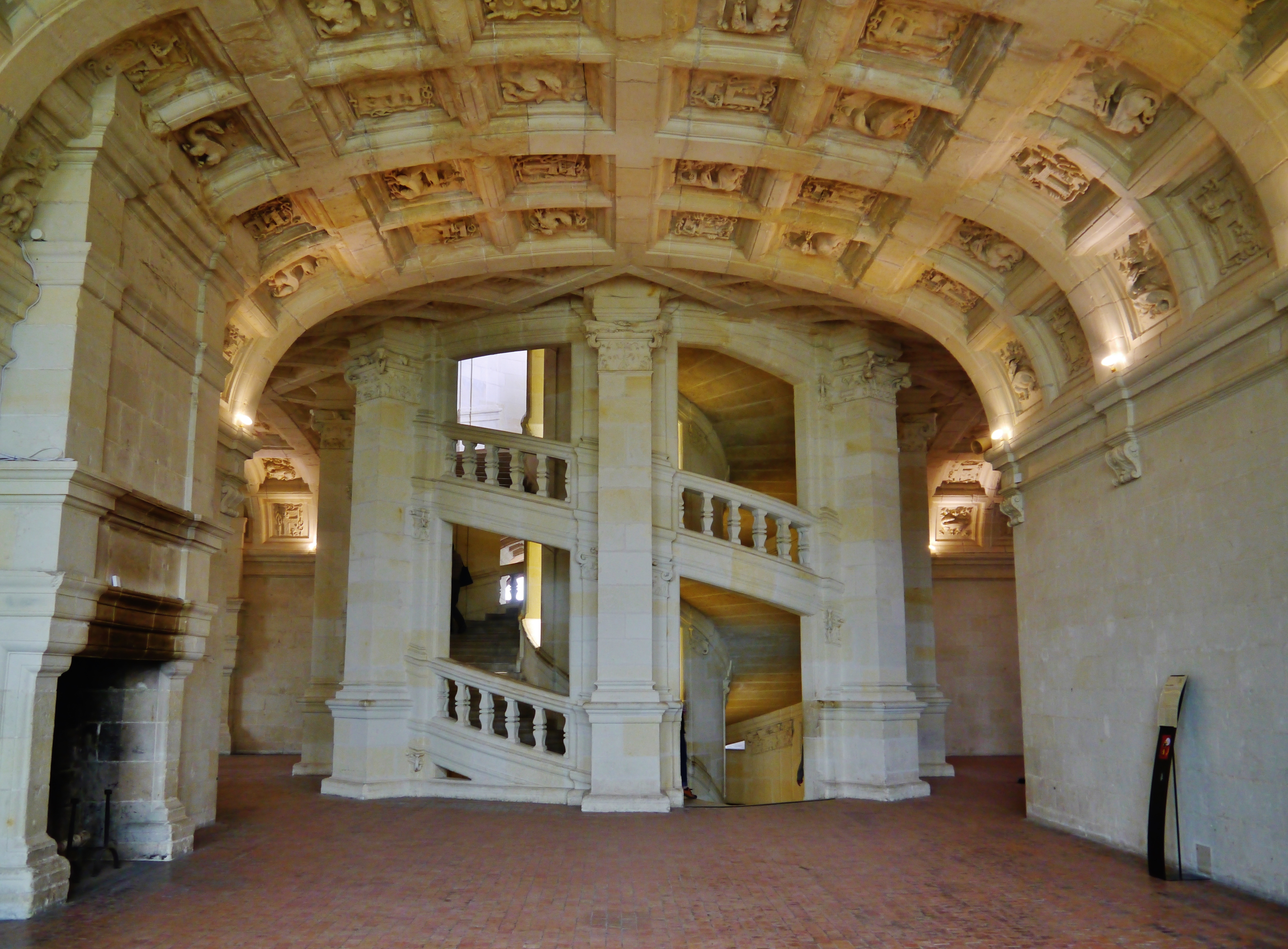
La scala centrale a doppia elica, forse influenzata dagli studi di Leonardo da Vinci

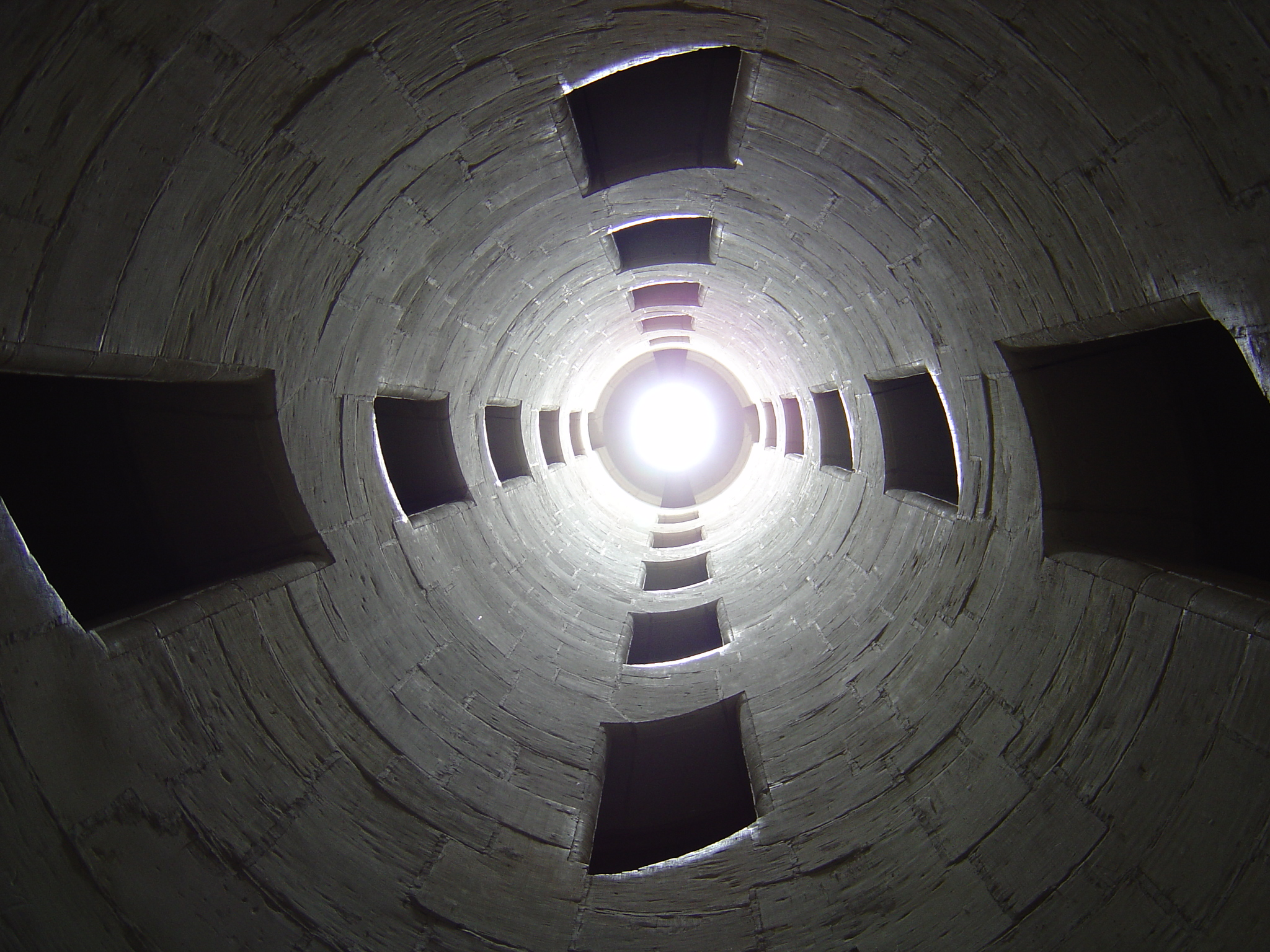
Il pozzo centrale della medesima scala

Una particolarità del palazzo è il rigoroso orientamento delle diagonali del mastio lungo gli assi nord-sud ed est-ovest; le torri angolari puntano esattamente ai quattro punti cardinali. All'interno in ogni piano lo spazio è occupato da un vestibolo a croce che separa i quattro cantoni, in ciascuno dei quali è presente un appartamento. La pianta attuale, tuttavia, presenta alcune imprecisioni rispetto a una perfetta simmetria assiale che furono a lungo attribuite a errori di costruzione. Le ricerche archeologiche svolte all'inizio degli anni duemila, tuttavia, hanno confermato l'ipotesi formulata nel 1973 da Michel Ranjard che sosteneva che il progetto del castello era inizialmente organizzato secondo una simmetria centrale a forma di svastica disposta intorno a uno scalone a quattro rampe, che non fu mai realizzato ma che fu descritto da Andrea Palladio e John Evelyn. Questa disposizione, particolarmente dinamica, avrebbe avuto legami con gli studi di Leonardo da Vinci sulle turbine idrauliche e sui precursori degli elicotteri, ma, come emerso dai lavori di consolidamento dei seminterrati e dagli scavi archeologici del 2003, il progetto iniziale venne abbandonato subito dopo la realizzazione dei pozzi neri del mastio; con l'aggiunta delle ali e della cinta più bassa questa simmetria venne tralasciata del tutto.
Il cantiere per la costruzione del castello di Chambord fu imponente: vennero impiegate circa 220 000 tonnellate di pietre. Il progetto di Francesco I prevedeva di alimentare il fossato che circonda il palazzo deviando il corso della Loira; ciò però non fu possibile, sicché l'acqua venne prelevata dal più modesto, ma più vicino Cosson.
Le condizioni dei lavoratori erano dure a causa delle paludi che circondavano il castello e molti operai morirono di malaria. Furono piantati pali di legno a 6-8 metri di profondità per stabilizzare le fondazioni dell'edificio anche se, come è emerso dagli scavi effettuati nel 2007, la torre sud-ovest poggia su un basamento calcareo. Gli stessi scavi portarono alla luce i resti di una struttura circolare in pietra che costituiva la base della torre del castello medievale di proprietà dei conti di Blois.

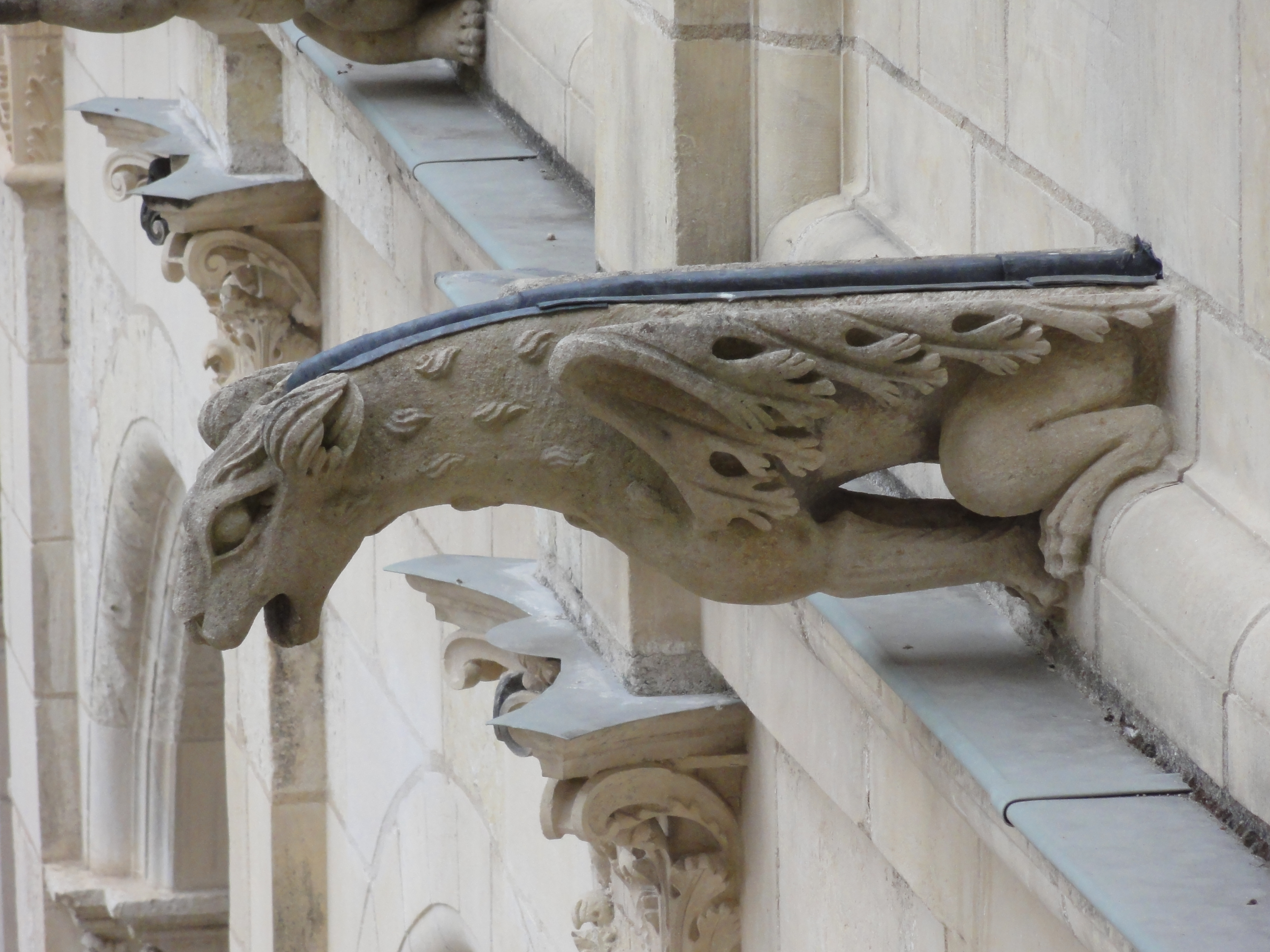
Dettaglio di uno degli elementi decorativi in tuffeau, principale materiale utilizzato per la costruzione dell'edificio

Il tuffeau, materiale impiegato per la costruzione del castello, veniva trasportato con carri dal porto di Saint-Dyé-sur-Loire; tutti gli operai, tra cui gli scalpellini, erano pagati a cottimo e quindi effettuavano delle incisioni nei blocchi che avevano realizzato per essere pagati dal capocantiere; alcune di queste incisioni sono ancora visibili. Il tuffeau, una varietà di calcare bianco morbida e molto porosa, è facile da lavorare ma acquisisce maggiore resistenza rimanendo a contatto con l'aria; tuttavia è soggetto a numerose alterazioni, tra cui la desquamazione della superficie dovuta alla formazione di gesso causata dall'ambiente ricco di prodotti della combustione di petrolio e carbone, avvenuta specialmente nell'Ottocento. Per questo vengono regolarmente avviati lavori di restauro delle murature; le pietre sostitutive provengono da cave della Charente Marittima, che producono il Richemont, un calcare simile alla pietra originaria per caratteristiche estetiche, ma meno poroso e più resistente.

### Caratteristiche del castello

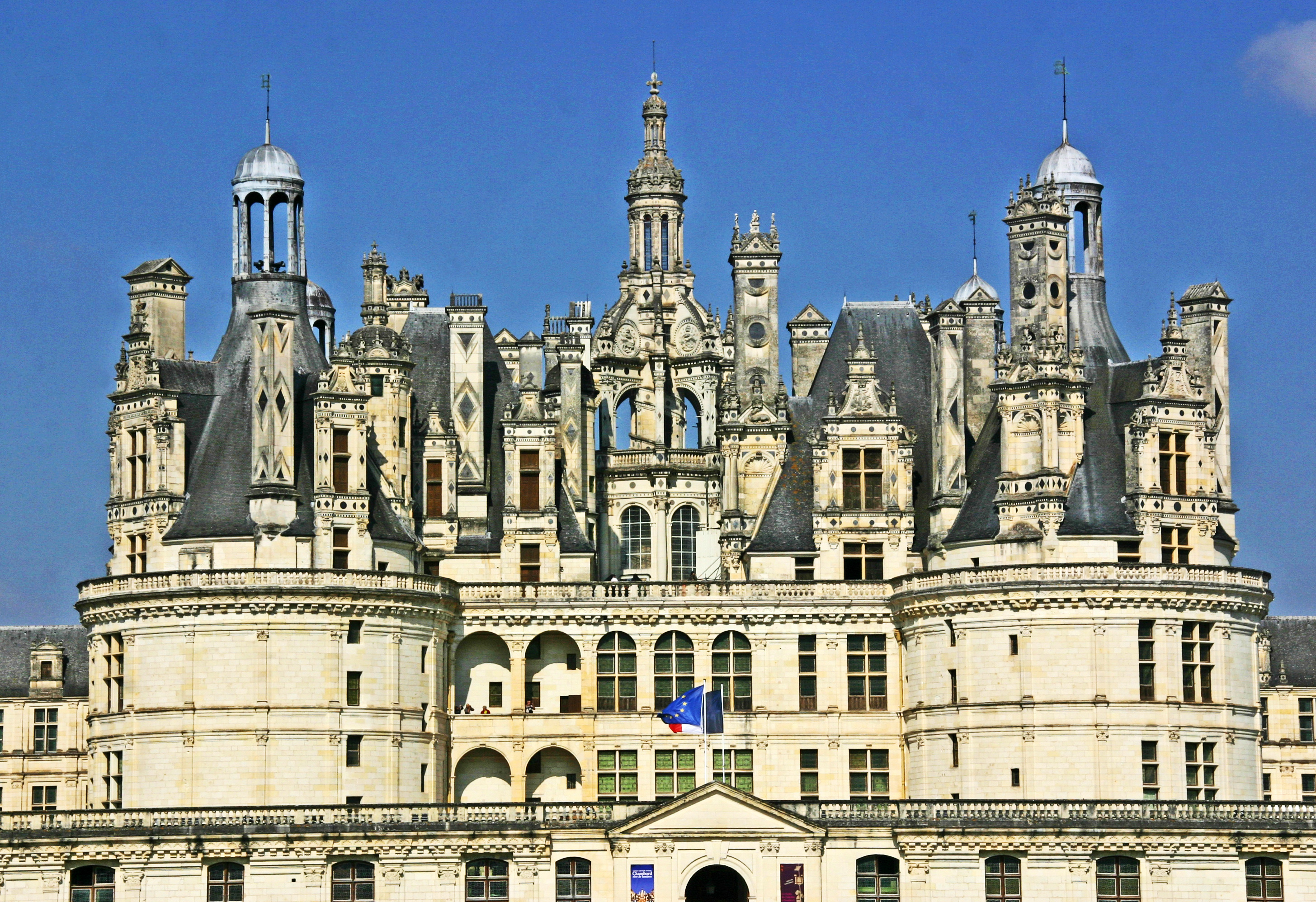
Il tetto, con le numerose guglie e camini che richiamano l'architettura gotica

Il palazzo, con il suo cortile cinto da mura, le torri angolari del mastio e il fossato che lo circonda, fu progettato sul modello delle fortificazioni medievali. Tuttavia, nonostante lo stile gotico, riconoscibile sugli ornamenti dei tetti, dei camini e della guglia sovrastante la scala centrale, abbia influenzato notevolmente il progetto, esso presenta delle caratteristiche inconfondibilmente rinascimentali, come la simmetria degli edifici, la volta a cassettoni del secondo piano, le logge e le modanature dei pilastri. Il castello possiede una silhouette molto particolare che lo rende uno dei capolavori architettonici del Rinascimento: il recinto esterno è un rettangolo di lati da 135 e 85 metri che racchiude il mastio di 44 metri di lato, circondato da torri di 20 metri di diametro; la parte bassa della cinta esterna, che si sviluppa su un solo piano, è alta 12 metri. La terrazza sopra il mastio si trova a 25 metri di altezza, mentre il punto più alto del castello si trova a 56 metri di elevazione. Il palazzo ha 426 stanze, 77 scale, 282 camini e 800 capitelli scolpiti.

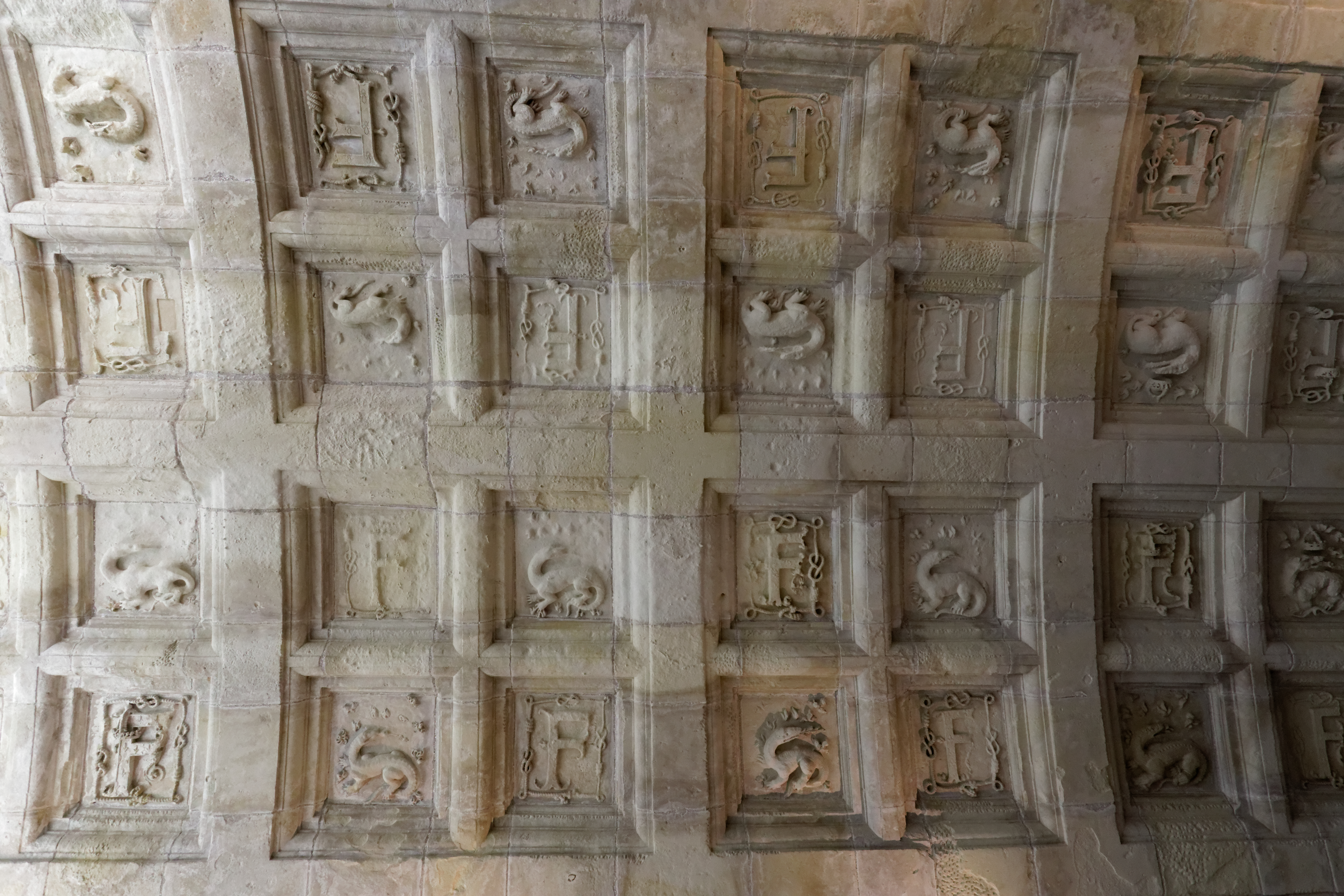
Una volta a cassettoni, in stile tipicamente rinascimentale

La pianta del castello si basa su un corpo centrale perfettamente quadrato a croce greca, analogo a quello di diverse chiese italiane dell'epoca tra cui la Basilica di San Pietro; tuttavia all'epoca questo tipo di pianta era utilizzato quasi esclusivamente per edifici religiosi. È possibile, tra l'altro, che proprio il soffitto a cassettoni di San Pietro abbia influenzato i soffitti dei saloni del palazzo. Il corpo centrale, che inizialmente doveva essere l'unico edificio del castello, cominciò a essere chiamato "mastio", pur non avendo mai avuto una funzione difensiva, quando Francesco I fece costruire le ali e la cinta del cortile secondo il modello dei castelli fortificati del Medioevo. L'ala orientale ospita gli appartamenti di Francesco I, mentre quella occidentale è occupata dalla cappella; le due ali sono connesse al mastio tramite delle gallerie.
Il corpo centrale ha tre piani, ciascuno dei quali con otto appartamenti: quattro agli angoli e quattro nelle torri. Gli appartamenti sono autonomi, come era in uso nelle costruzioni del primo Rinascimento in particolare in Toscana, a differenza dei castelli medievali che presentavano stanze che si susseguivano lungo un corridoio: probabilmente questa disposizione degli spazi fu ispirata alla villa medicea di Poggio a Caiano, progettata da Giuliano da Sangallo, maestro di Domenico da Cortona. Ciascun appartamento è composto da un salone principale, alto come tutto il piano, e due stanze più piccole, uno studio e un guardaroba, sopra le quali erano ricavate due stanze di servizio. Quasi tutti gli ambienti sono dotati di caminetti per il riscaldamento.

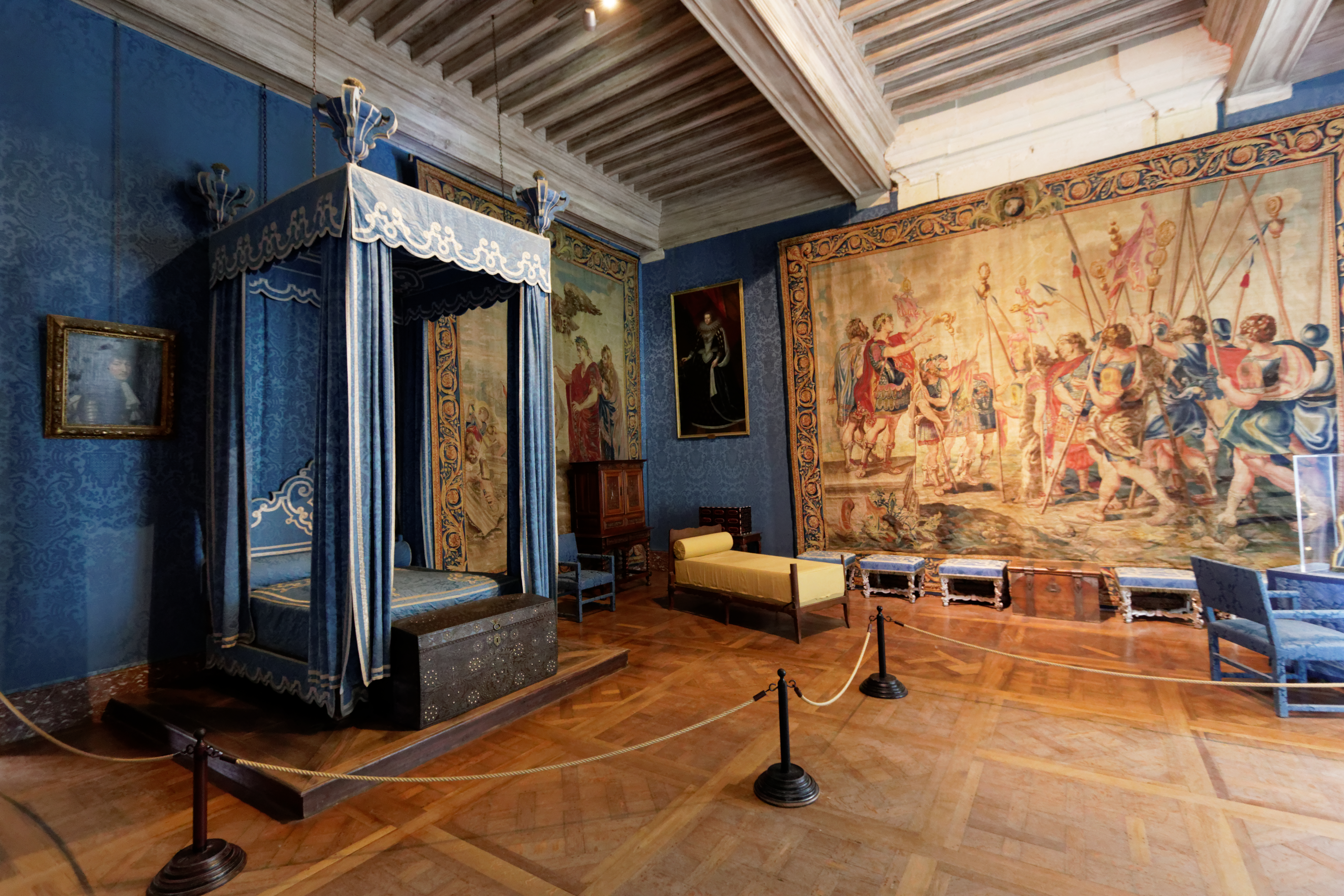
La camera della regina

Gli spazi del piano terra sono occupati dagli ambienti di servizio del polo museale moderno. Al primo piano invece si trovano gli alloggi reali: metà del piano è occupato dall'appartamento di parata di Luigi XIV, realizzato unendo due appartamenti distinti e inglobando il vestibolo nord. Questo appartamento è composto da una sala delle guardie, due anticamere, una camera di parata e delle stanze private. L'arredamento attuale delle stanze è stato ricostruito sulla base di quello voluto da Maurizio di Sassonia, che si sistemò in questi locali durante la sua permanenza al castello. In una delle torri al primo piano, adiacente all'alloggio del re, è presente l'appartamento della regina, che fu occupato da Maria Teresa d'Austria e Madame de Maintenon. Anche questo è composto dallo stesso numero di ambienti di quello di Luigi XIV. Un altro settore del mastio è occupato dagli appartamenti realizzati nel XVIII secolo per i collaboratori del Leszczyński e del maresciallo di Sassonia: questi, più moderni e confortevoli, avevano superfici più piccole e soffitti più bassi per facilitare il riscaldamento degli ambienti; all'interno dei maestosi camini rinascimentali sono collocati dei camini più piccoli e funzionali. Il primo piano ospita anche un museo dedicato al conte di Chambord, che espone oggetti e opere d'arte a lui appartenuti.

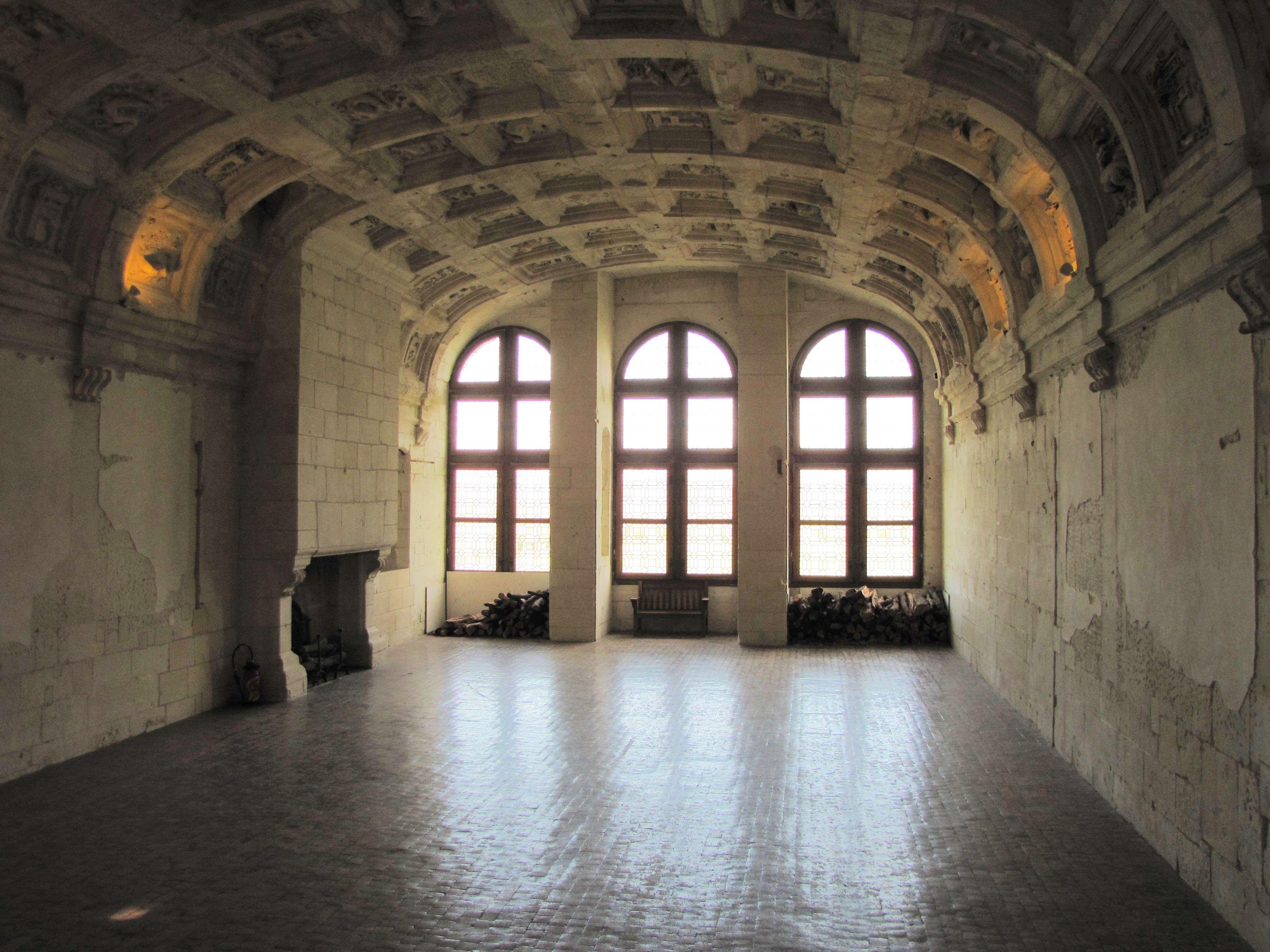
Uno dei quattro vestiboli che formano la croce al cui centro si situa la scala a doppia elica

Al centro del mastio sorge la scala a doppia elica, costituita da due rampe di scale che si intrecciano senza mai incrociarsi; a ogni piano la scala si apre in quattro saloni che formano una croce e che facevano da sfondo alla vita sociale dei membri della corte; nei saloni del secondo piano invece si tenevano i balli. Alla sommità della scala è presente una terrazza che offre una vista dei tetti, dei comignoli e degli abbaini, decorati con figure geometriche in ardesia che ricordano gli intarsi in marmo nero della Certosa di Pavia, dove fu tenuto prigioniero Francesco I; un tempo i tetti erano impreziositi da decorazioni di piombo dorato. La terrazza, forse ideata dallo stesso Leonardo da Vinci, permette di ammirare la sovrastruttura del castello e un tempo consentiva agli ospiti del palazzo di osservare il parco e di seguire le battute di caccia che si svolgevano in esso; la sua pavimentazione, pur trovandosi al di sopra delle volte del secondo piano, non poggia direttamente su di esse ma su un sistema di piattebande che consente di creare un'intercapedine tra gli ambienti interni e l'esterno. Questa caratteristica ha permesso di ricoprire l'estradosso delle volte con delle tegole per proteggere i soffitti del secondo piano dalle infiltrazioni di acqua piovana, che poi viene raccolta in grondaie di piombo. Al centro del palazzo si innalza una lanterna di 32 metri, simile a quelle delle chiese, che ricopre la scalinata centrale; essa è sormontata da un giglio, simbolo della monarchia francese. La lanterna, un tempo aperta e in seguito chiusa con vetrate, è sostenuta da archi aggettanti. Complessivamente il tetto, ricco di guglie, comignoli, pinnacoli e abbaini, contrasta con l'aspetto massiccio del castello ed è stato paragonato allo skyline di una città.

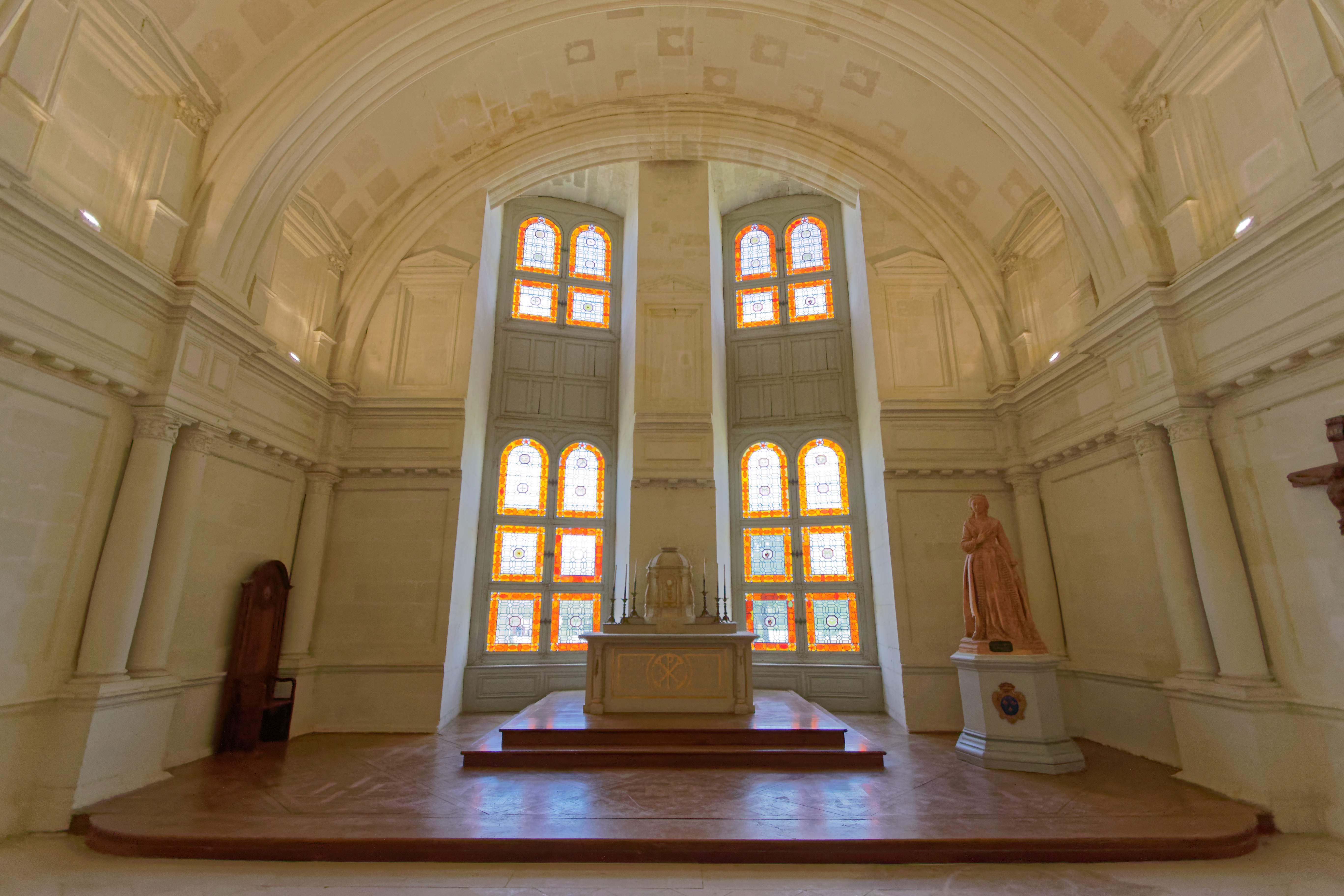
La cappella del castello, caratterizzata da influssi classicheggianti

Il secondo piano è notevole per il suo soffitto a cassettoni, alcuni dei quali conservano ancora qualche traccia dell'oro della pittura originale, decorati con i simboli reali di Francesco I, la F coronata e la salamandra, e dal simbolo di sua madre Luisa di Savoia, una fune annodata a formare il nodo Savoia. Alcuni di tali simboli, quelli posti più in alto all'altezza della terrazza, sono realizzati al contrario, in modo che Dio, dall'alto dei cieli, potesse vedere la potenza del re. La salamandra rappresenta il motto di Francesco I, "Nutrisco et extinguo", ossia "Mi nutro [del buon fuoco] e spengo [il cattivo fuoco]". Nel palazzo sono presenti anche incisioni lasciate a memoria dei lavori effettuati da Enrico II, le "D" e "H" intrecciate e il motto "Donec totum impleat orbem" ("Finché avrà riempito il mondo intero"), e da Luigi XIV, con il motto "Nec pluribus impar" ("Non inferiore ai più"). Gli ambienti del secondo piano ospitano un museo sulla caccia.
L'ala est contiene, al primo piano, l'appartamento di Francesco I, inizialmente collocato nel mastio. Esso presenta una grande sala per le udienze ufficiali e uno studiolo privato di stile italiano, che funse da oratorio privato per la regina Caterina Opalińska, moglie di Stanislao Leszczyński. L'ala ovest invece è parzialmente occupata dalla cappella, la più grande stanza del castello. Essa presenta influssi italiani e classicheggianti ed è decorata con colonne doriche e frontoni.

### Parco

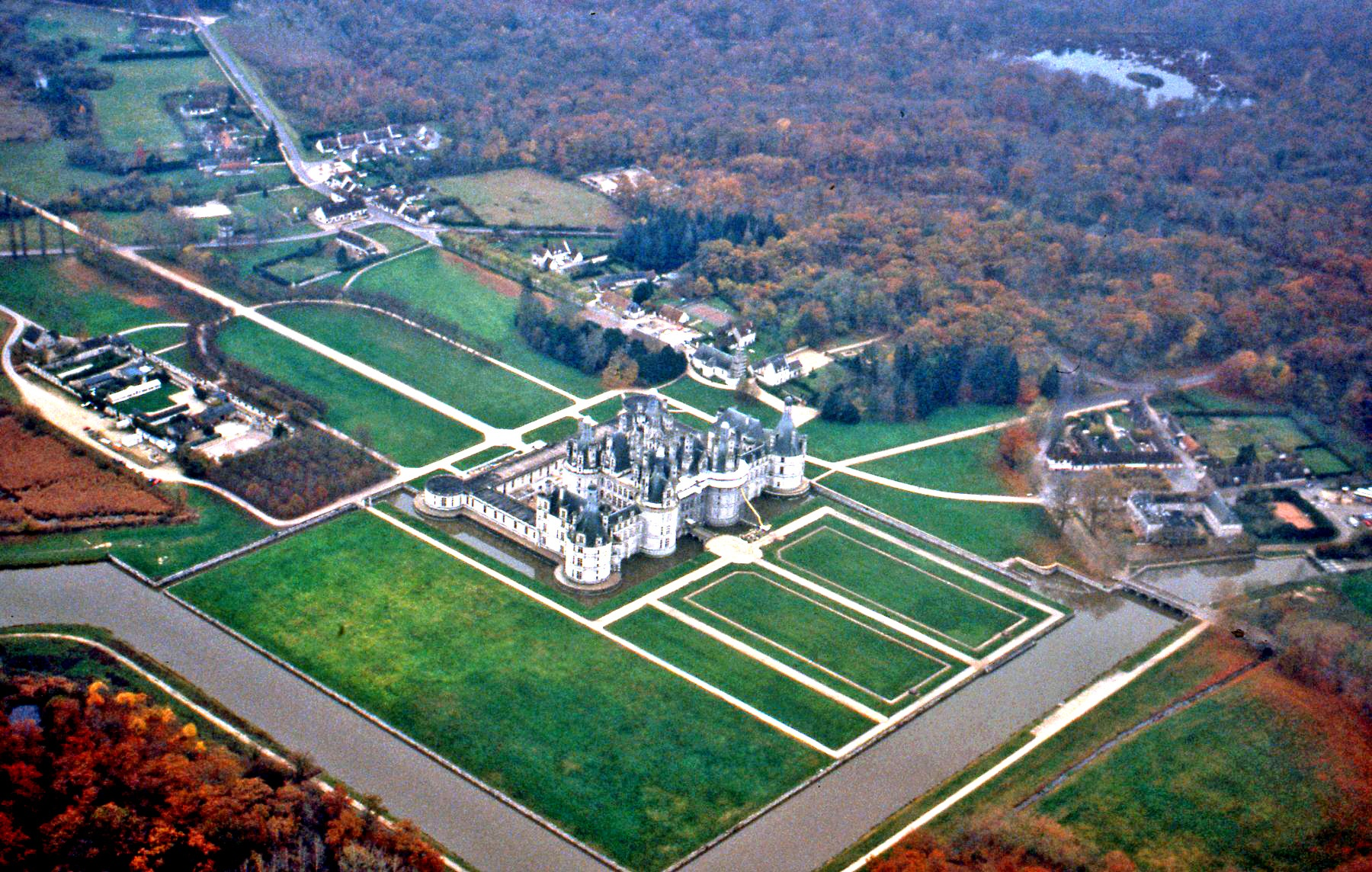
Vista dall'alto del castello immerso nel grande parco di pertinenza, inserito tra i siti Natura 2000

Il parco circostante il castello fu voluto da Francesco I dopo meno di cinque anni dall'inizio della costruzione del palazzo. Il parco, recintato, doveva servire per le battute di caccia che il re amava condurre quando si recava a Chambord. Secondo il progetto del 1523 il parco doveva estendersi per 3 000 arpenti, ossia 1 500 ettari; oggi è circondato da un muro di cinta lungo ben 32 km costruito a partire dal 1542, il che lo rende il più grande parco forestale chiuso d'Europa. Nel 1547 fu istituita una postazione di guardia del parco che rimase attiva fino al 1777. Il dominio nazionale di Chambord oggi copre 5 440 ettari, di cui 800 aperti al pubblico, e fa parte del circuito Natura 2000 essendo riconosciuto a livello europeo come zona di protezione speciale dal 2006 e come zona speciale di conservazione dal 2007.

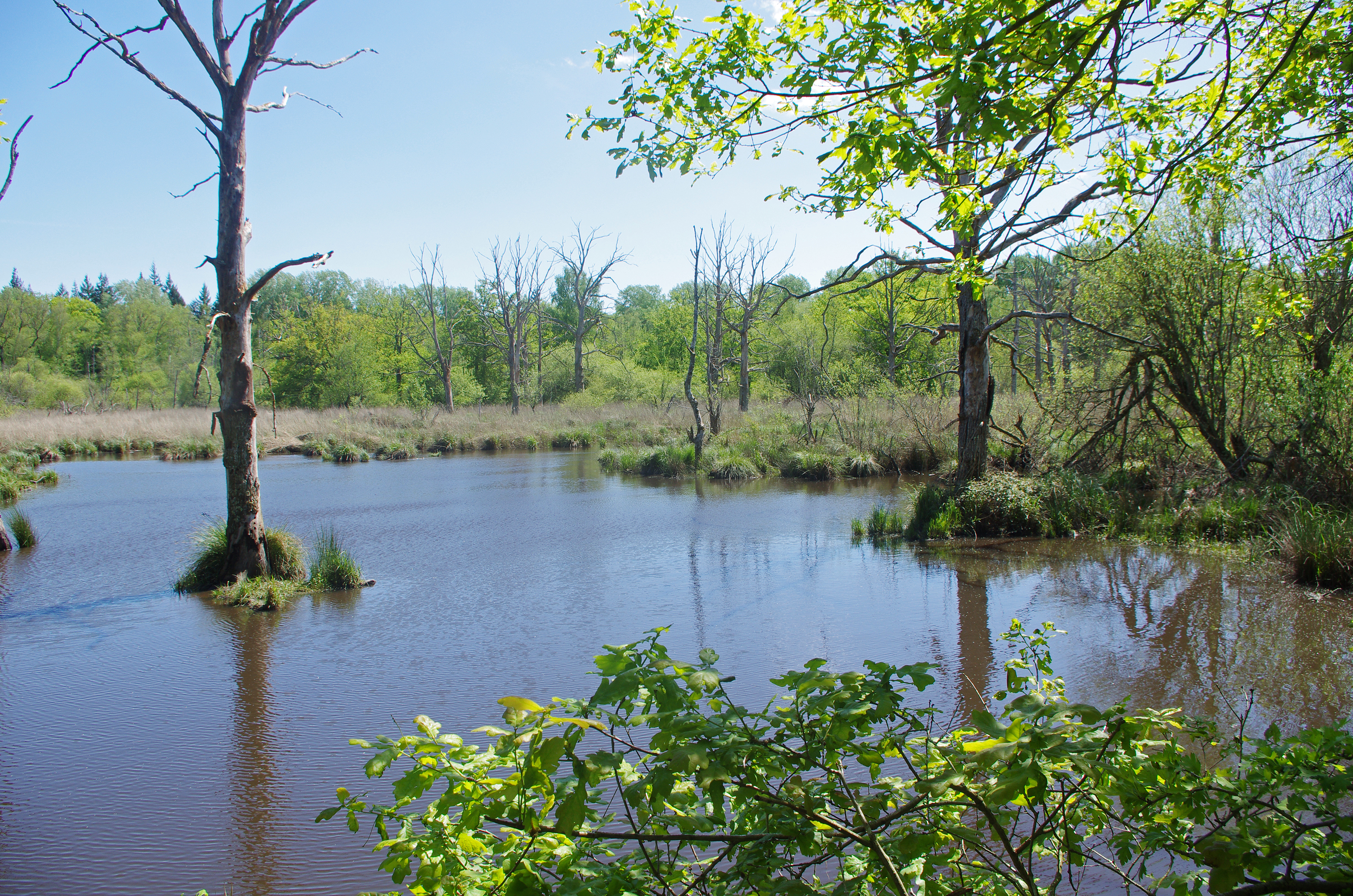
Il cuore del parco

La foresta è composta per il 54% da alberi di latifoglie e per il 26% da conifere. Sono presenti anche alcune specie protette a livello nazionale come la rosolida, la mestolaccia stellata, la littorella, la pilularia comune, l'incensaria fetida e la graziella.
Le specie di animali più diffuse nella foresta di Chambord sono il cervo e il cinghiale; oltre a questi sono presenti anche mufloni europei importati nella riserva dalla Corsica, dal Jardin des Plantes di Parigi, dal parco zoologico di Parigi e dall'ex Cecoslovacchia. Dalla riserva faunistica di Chambord, viceversa, sono stati prelevati cervi e mufloni per il ripopolamento di nuove aree. Per quanto riguarda gli uccelli, il parco è frequentato sia in periodo di riproduzione, sia da specie di passaggio durante la migrazione, sia da specie nidificanti. Durante la stagione riproduttiva in particolare sono stati osservati il falco pescatore, il biancone, l'aquila minore, l'averla piccola, il picchio cenerino, il picchio rosso mezzano, il picchio nero, il tarabusino, il martin pescatore, il succiacapre europeo, la tottavilla, la magnanina.

### Giardino alla francese

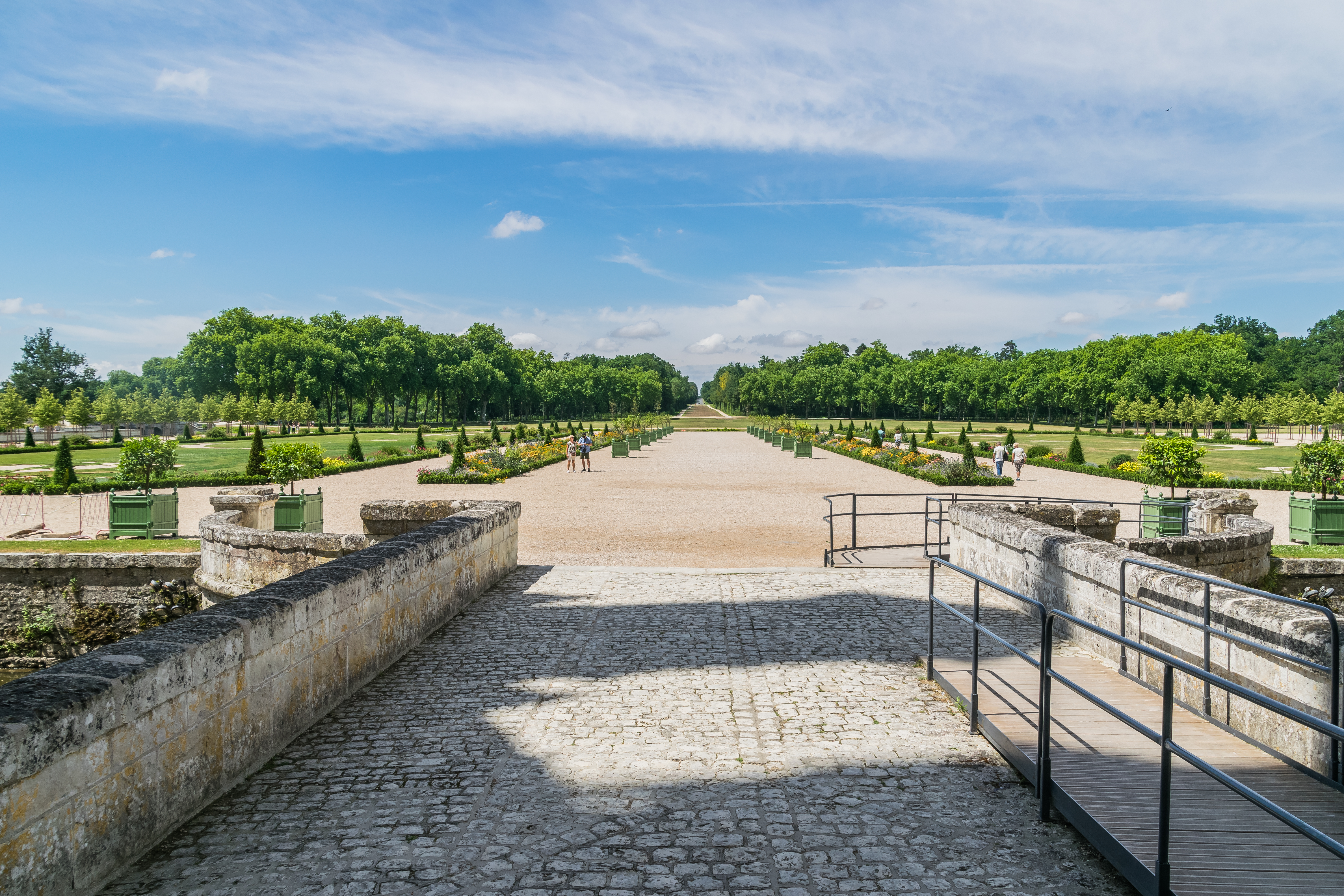
L'accesso al restaurato giardino alla francese

Il giardino, ricostruito sulla base dei progetti del XVIII secolo, è composto da tre parterre e si sviluppa a nord e a est del palazzo, occupando una superficie di sei ettari e mezzo. Il terreno su cui sorge il castello è diviso in quattro quadranti, uno dei quali occupato dall'edificio, mentre gli altri tre ospitano le tre sezioni del giardino. Esso contiene 600 alberi ad alto fusto, 800 arbusti, 200 piante di rose, 15 250 piante usate come siepi e 18 874 m² di prati; la scelta delle specie vegetali è avvenuta sulla base di quelle presenti nel XVIII secolo, ma sono state privilegiate le piante perenni e più resistenti in modo da ridurre l'impatto ambientale della manutenzione del giardino. Le piante officinali presenti sono l'erba cipollina, il finocchio e l'aneto.

## Visite istituzionali
Il Comité des chasses présidentielles, istituzione che organizzava le battute di caccia nei domini nazionali francesi per il Presidente della Repubblica e i suoi ospiti, organizzò a Chambord numerosi di questi eventi fino a quando, nel 2007, il presidente Nicolas Sarkozy abbandonò questa pratica in favore di battute di caccia aventi il fine di regolamentare la popolazione animale o catturare esemplari da trasportare in altri siti; da allora la popolazione di cervi è cresciuta del 30 per cento per ogni anno.
Il palazzo ha ospitato numerosi incontri istituzionali e visite ufficiali, tra cui il vertice tenutosi il 28 marzo 1987 tra il Cancelliere della Repubblica Federale di Germania Helmut Kohl e il Presidente della Repubblica Francese François Mitterrand per la discussione di una linea condivisa dell'Europa sugli armamenti, la visita del principe Carlo e sua moglie Diana Spencer del 9 novembre 1988 e quella del Presidente della Repubblica Francese François Hollande del 19 dicembre 2014. Emmanuel Macron, invece, soggiornò al castello per festeggiare il suo quarantesimo compleanno il 17 dicembre 2017.
In occasione del 500º anniversario della morte di Leonardo da Vinci, il castello ospitò una visita di Stato del Presidente della Repubblica Italiana Sergio Mattarella il 2 maggio 2019, che si recò a Chambord insieme al suo omologo francese Emmanuel Macron dopo la visita ai castelli di Amboise e Clos-Lucé. Durante queste celebrazioni il castello ospitò 500 giovani italiani e francesi e molte personalità della scienza e dell'arte come l'architetto Renzo Piano, lo scrittore Alessandro Baricco, gli astronauti Samantha Cristoforetti e Thomas Pesquet e la fisica Fabiola Gianotti.

## Nella cultura di massa

### Influenze architettoniche

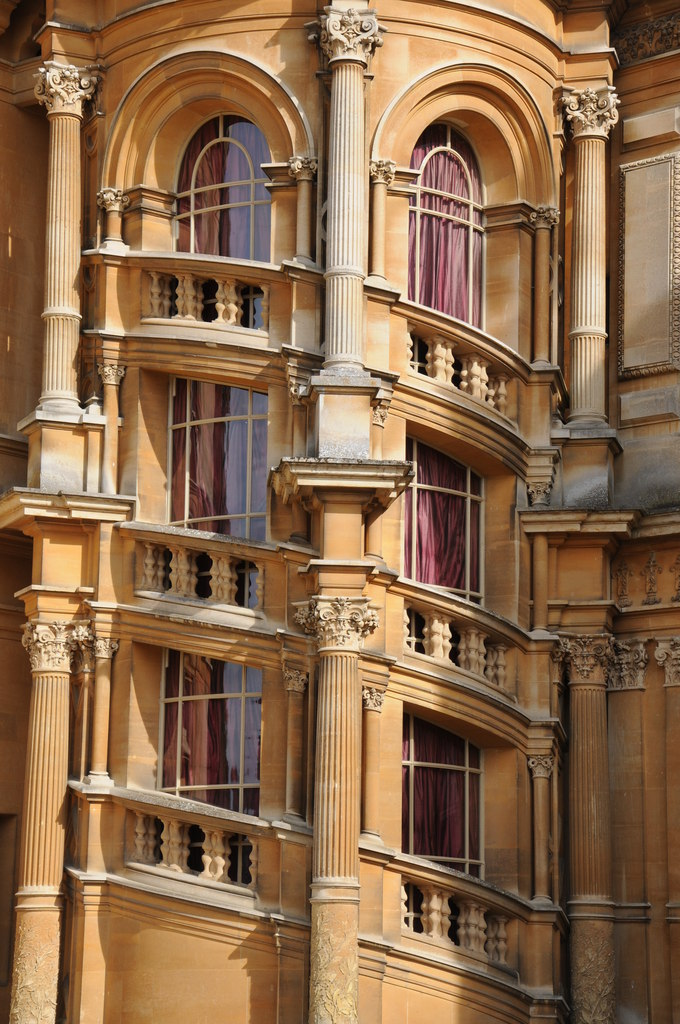
Una delle torri scalari della Waddesdon Manor

Il castello di Chambord influenzò la costruzione di numerosi edifici o elementi decorativi in tutta l'Europa. Per esempio il castello di Schwerin, nel Meclemburgo-Pomerania Anteriore, fu progettato su modello dell'architettura del castello francese tra il 1845 e il 1857.
Più tardi il modello di Chambord si diffuse nel Regno Unito, dove su sua ispirazione furono costruiti il Founder's Building del college londinese Royal Holloway, l'edificio principale del Fettes College di Edimburgo nel 1870 e la Waddesdon Manor dell'architetto Hippolyte Destailleur nel Buckinghamshire tra il 1874 e il 1889.

### Cinema
Il castello è stato usato come luogo delle riprese per i seguenti film:
- L'arciere del re[136] (Quentin Durward) (1955)
- La principessa di Clèves[137] (La Princesse de Clèves) (1961)
- La favolosa storia di Pelle d'Asino[138] (Peau d'âne) (1970)
- Louis, enfant roi[139] (1993)
- La figlia di suo padre[140] (La Fille de son père) (2001)
- Le Roi, l'Écureuil et la Couleuvre[141] (2011)
- La bella e la bestia (film 2017)[senza fonte]
- Junga[138] (2018)

### Videogiochi
- Nel videogioco Dark Souls (2011), molti luoghi interni del castello sono stati d'ispirazione per la creazione della Città di Anor Londo

### Fumetti
- Ha ispirato la residenza dei principali antagonisti del manga One Piece.[142]

## Galleria d'immagini

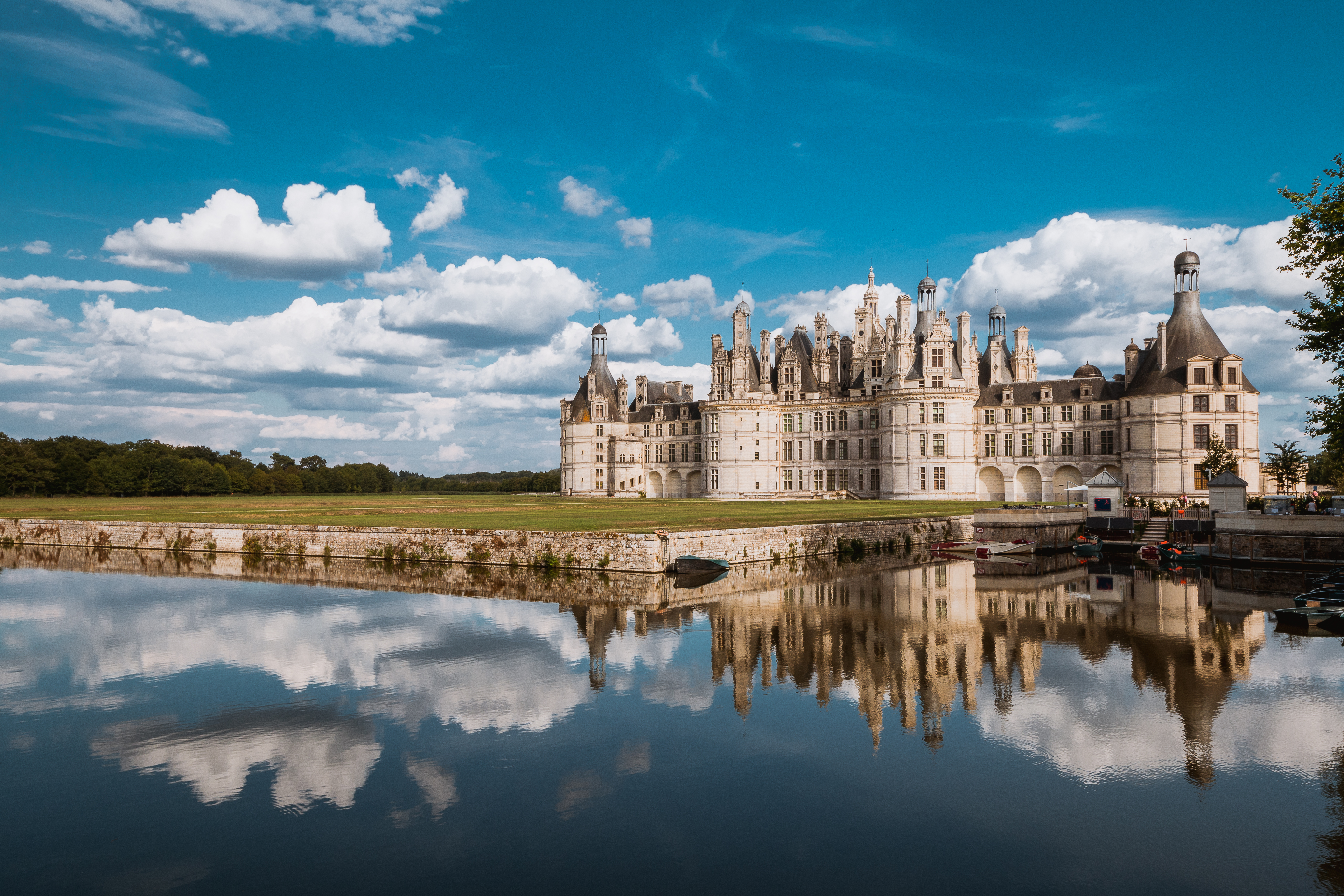
La facciata nord
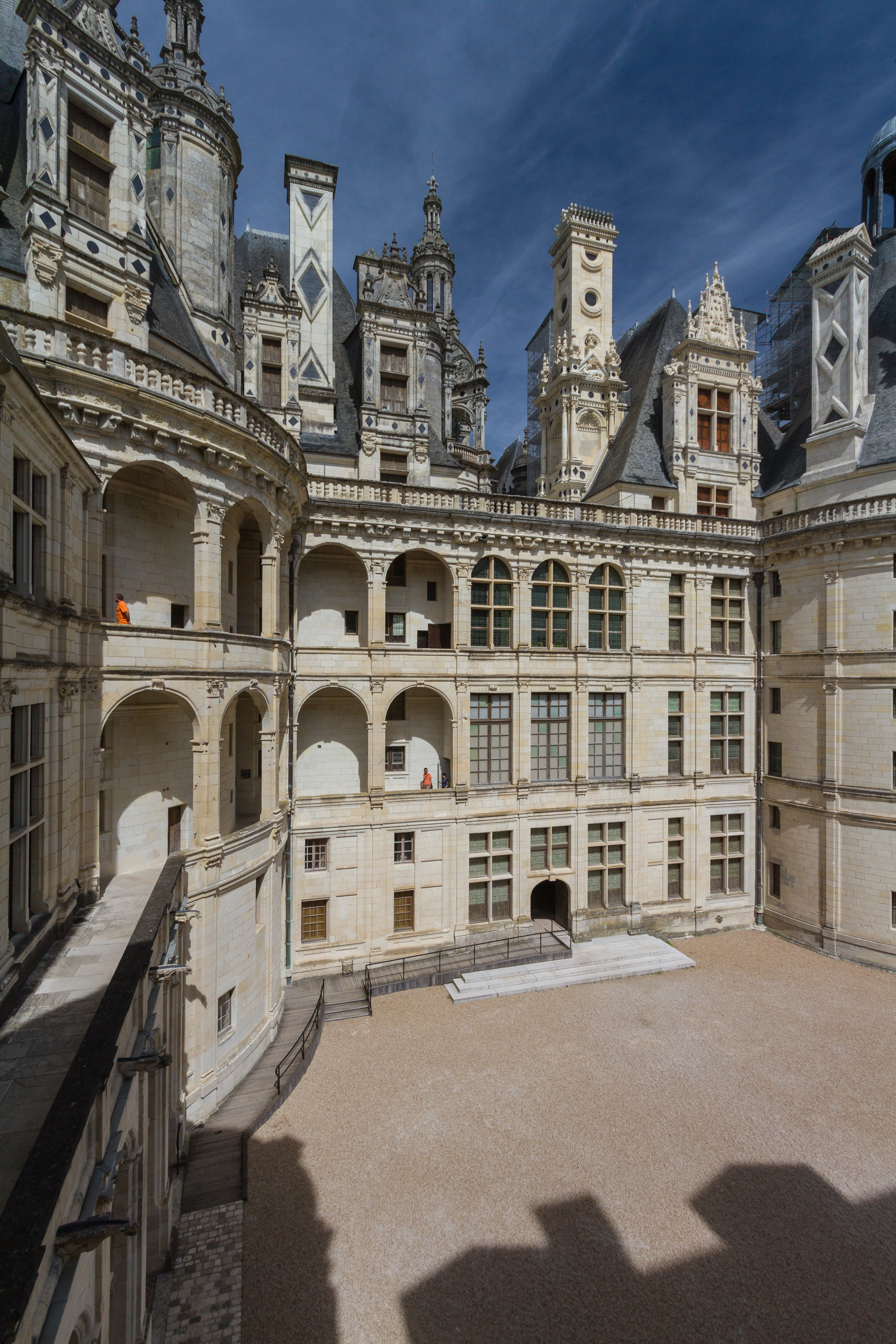
Il "mastio" visto dal cortile
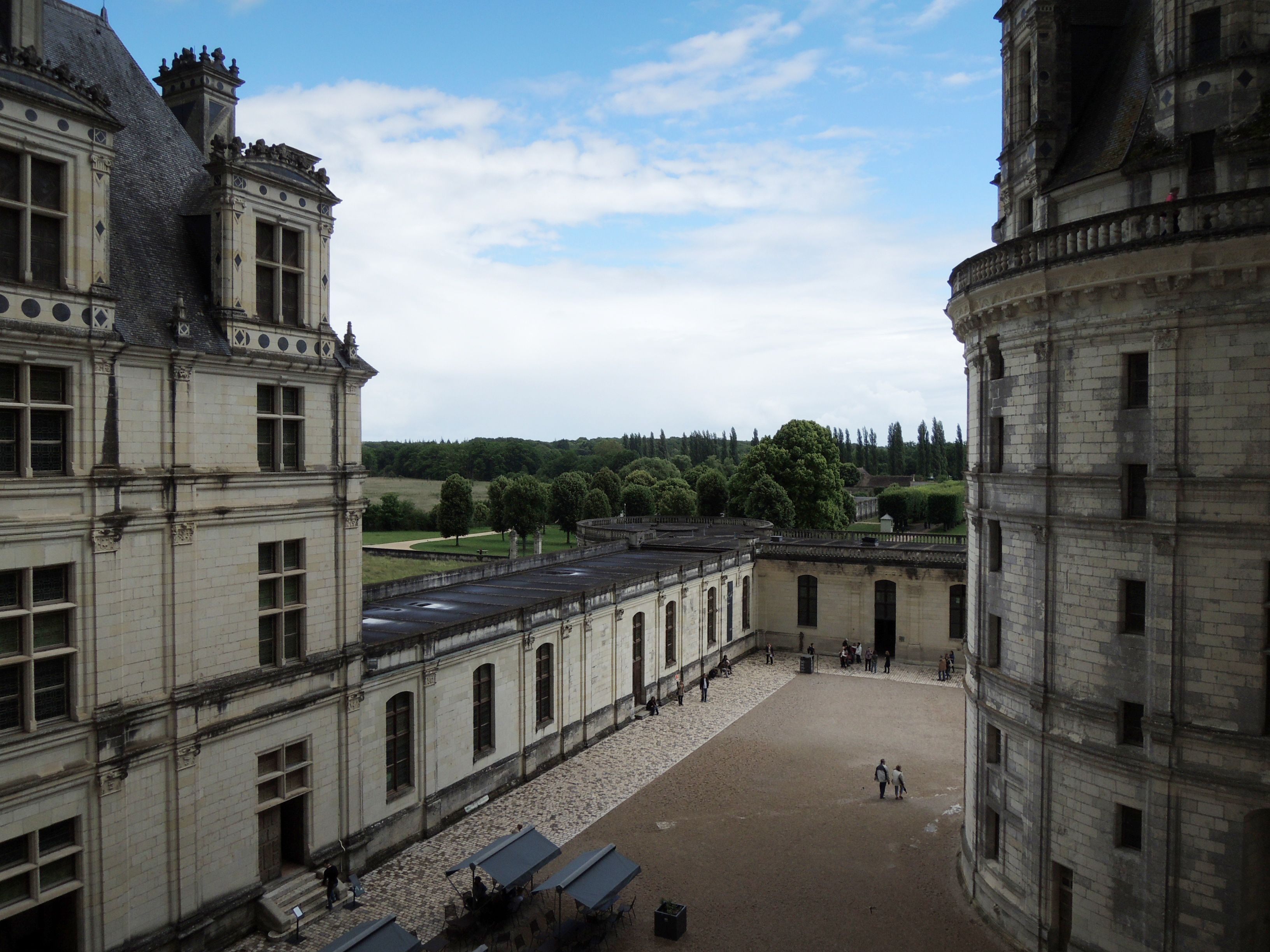
Gli edifici bassi che circondano il cortile
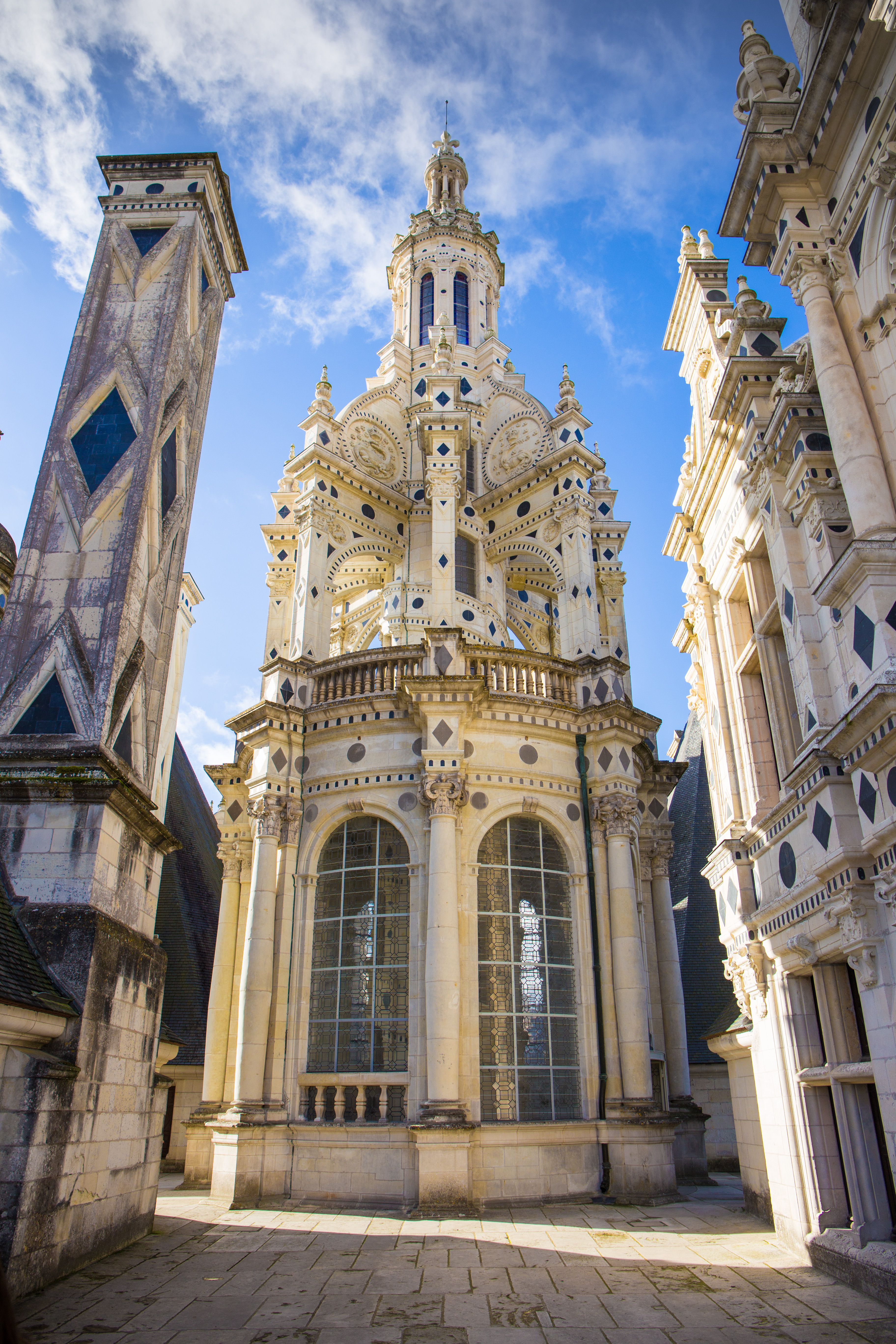
La lanterna che copre la scala a doppia elica
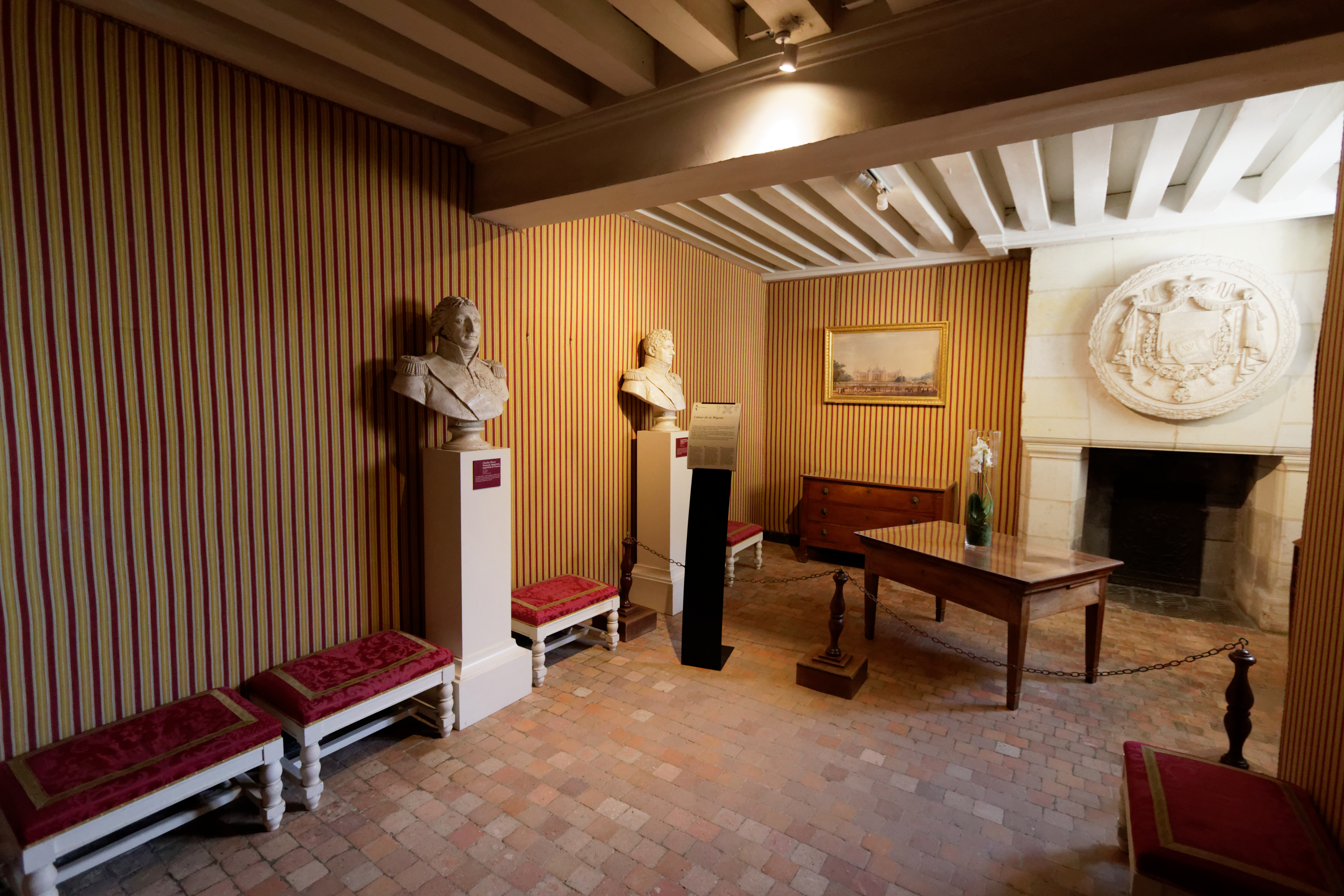
Lo studio del principe di Wagram
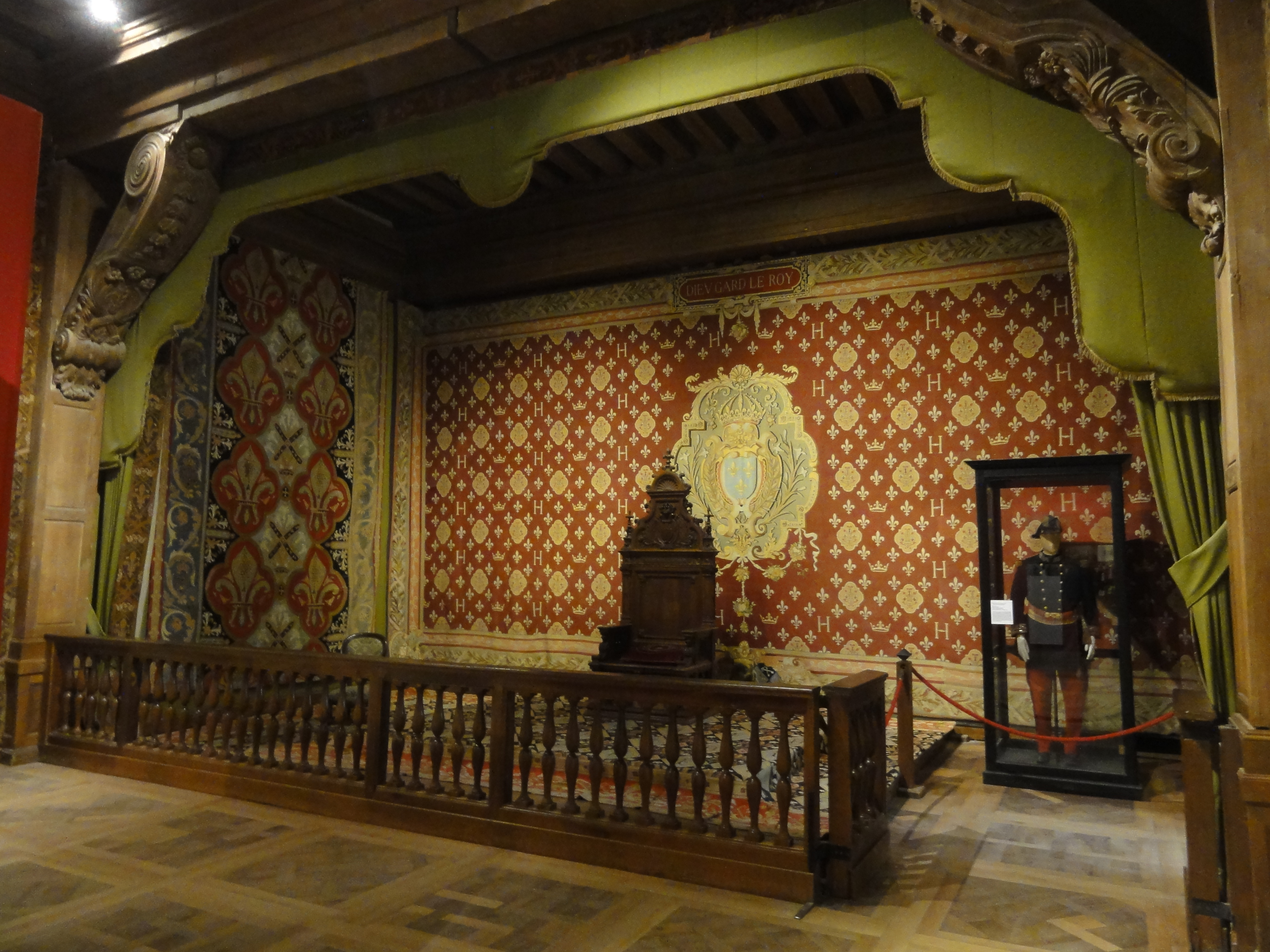
Il museo sul conte di Chambord
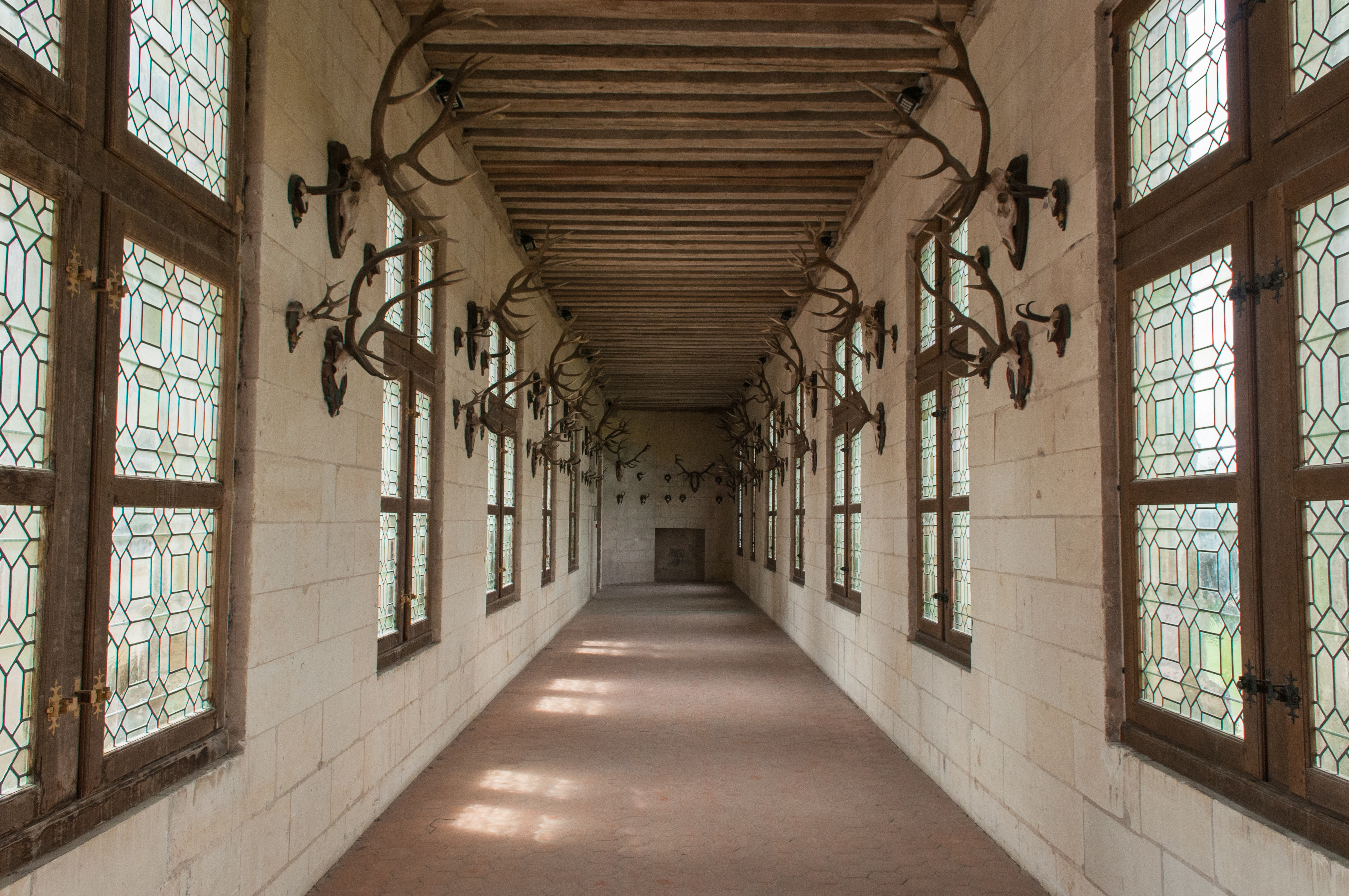
Uno dei corridoi del castello